# St-André (Iguerande)
Koordinaten: 46° 12′ 33,1″ N, 4° 4′ 40,9″ O

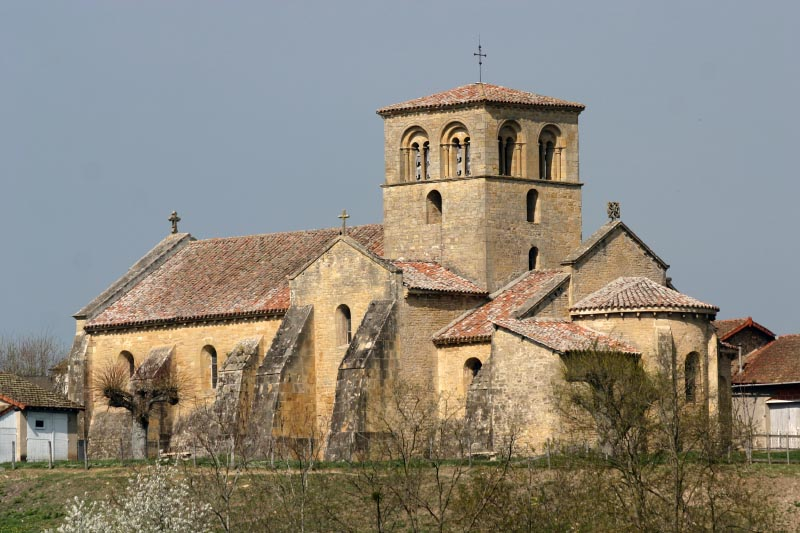
Saint-André d’Iguerande, von Osten

Die Pfarrkirche und ehemalige Prioratskirche Saint-André d’Iguerande befindet sich auf dem Gebiet der ostfranzösischen Gemeinde Iguerande im Département Saône-et-Loire in der Region Burgund auf einem Hügel hoch über dem Ostufer der Loire.
Nach einer Beschreibung von John Virey aus dem Jahr 1890 wurde die romanische Kirche von Iguerande im späten elften Jahrhundert erbaut und ist eine der wichtigsten romanischen Kirchen im Brionnais. Sie wurde mehrfach restauriert, hat aber ihre Reinheit der Linien beibehalten. Die dem Apostel Andreas geweihte Kirche steht heute unter dem Co-Patrozinium des hl. Marcellus (frz. Saint-Marcel), einem Märtyrer des zweiten Jahrhunderts.
Die ehemalige Prioratskirche Saint-André ist bekannt für ihre gut erhaltene Architektur und viele interessante Skulpturen, darunter ein Zyklop, der eine Panflöte spielt. Das Kirchenbauwerk ist seit dem Jahr 1913 als Monument historique anerkannt.

## Geschichte

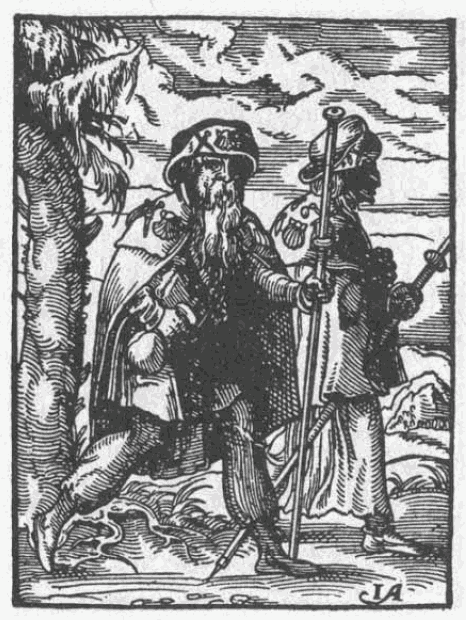
Jakobspilger, Holzschnitt von 1568

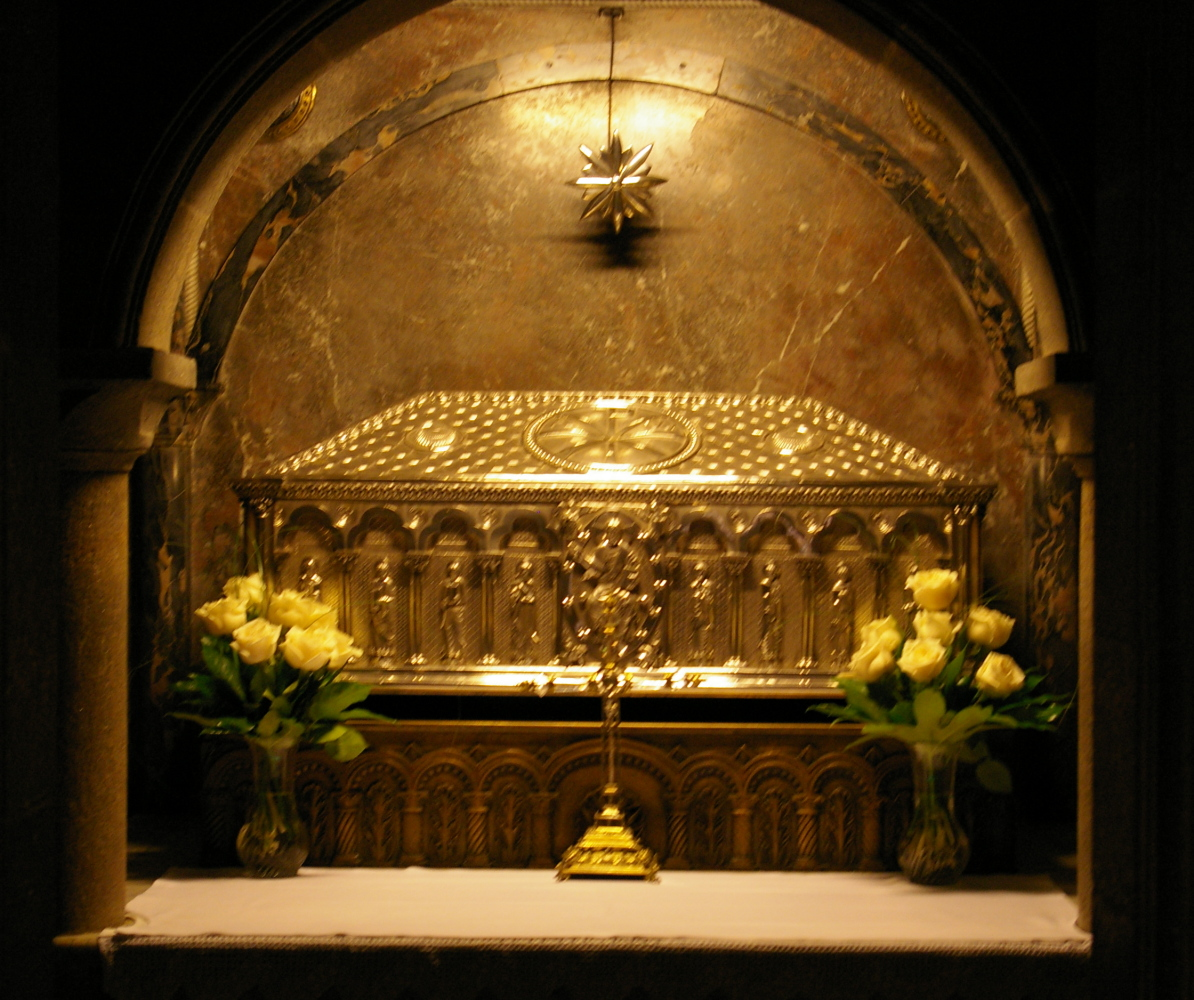
Jakobsgrab in Santiago-de-Compostela

Der Name Iguerande wird abgeleitet vom gallischen „Awaranda“, das ein „Platz an der Grenze, markiert durch einen großen Fluss“ bedeutet. Iguerande markierte die Grenze von zwei antiken gallischen Siedlungen, und zwar die der Haeduer und der Arverner.
Im Jahr 938 übertrug ein gewisser Bernard ein ganz junges Kloster den Eigentümern von Iguerande, wo sich immerhin bereits drei Kapellen befanden und zwar Saint-André, Saint-Jean-Baptiste und Saint-Marcel. Im Jahr 956 vervollständigte der Bischof von Mâcon, Maimbodus (938–958), diese Stiftung um die Abgabe der Einkünfte der Kirche von Saint-André an die Benediktiner-Abtei Cluny. Zu diesem Zeitpunkt scheint sich eine kleine Mönchsgemeinschaft auf der Baustelle von Saint-André etabliert zu haben. Im späten 10. Jahrhundert wurde die Kapelle Saint-André, von den Mönchen umgebaut, die vor allem durch Spenden aus der benachbarten Familie Semur gefördert wurden.
Im Jahr 1088 kam sie unter die Aufsicht der Abtei von Cluny, betreut von der Priorin des Klosters von Marcigny, und wurde von den Benediktiner-Mönchen nicht nur als Prioratskirche, sondern vor allem als Pilgerkirche deutlich vergrößert. Sie wurde im Jahr 1100 fertiggestellt. Ihr Staffelchor erinnert an die Abteikirche Cluny II, war aber bereits gänzlich eingewölbt.
Die Fertigstellung des Gebäudes fiel in die Blütezeit der Wallfahrten zum Grab des Apostels Jakobus des Älteren in Santiago de Compostela, d. h. in die erste Hälfte des 12. Jahrhunderts, als die Pilger jährlich zu Hunderttausenden über die Pyrenäen nach Süden zogen. In dieser Zeit organisierten vor allem Mönchsgemeinschaften, wie auch die Benediktiner von Cluny die Abwicklung der Wallfahrt. Es entwickelten sich in Frankreich vier Hauptrouten und ein Netz von Nebenrouten, an denen Kirchen, Klöster, Hospize, Herbergen und auch Friedhöfe entstanden oder erweitert wurden. So wurde auch Saint-André d’Iguerande eine recht bedeutende Station des Jakobsweges an einer Nebenroute der Via Lemovicensis, mit dem Ausgangsort Vézelay, und das Priorat konnte mit seiner Kirchenerweiterung und den hier gezeigten Reliquien an der Spendenwilligkeit der Jakobspilger teilhaben.

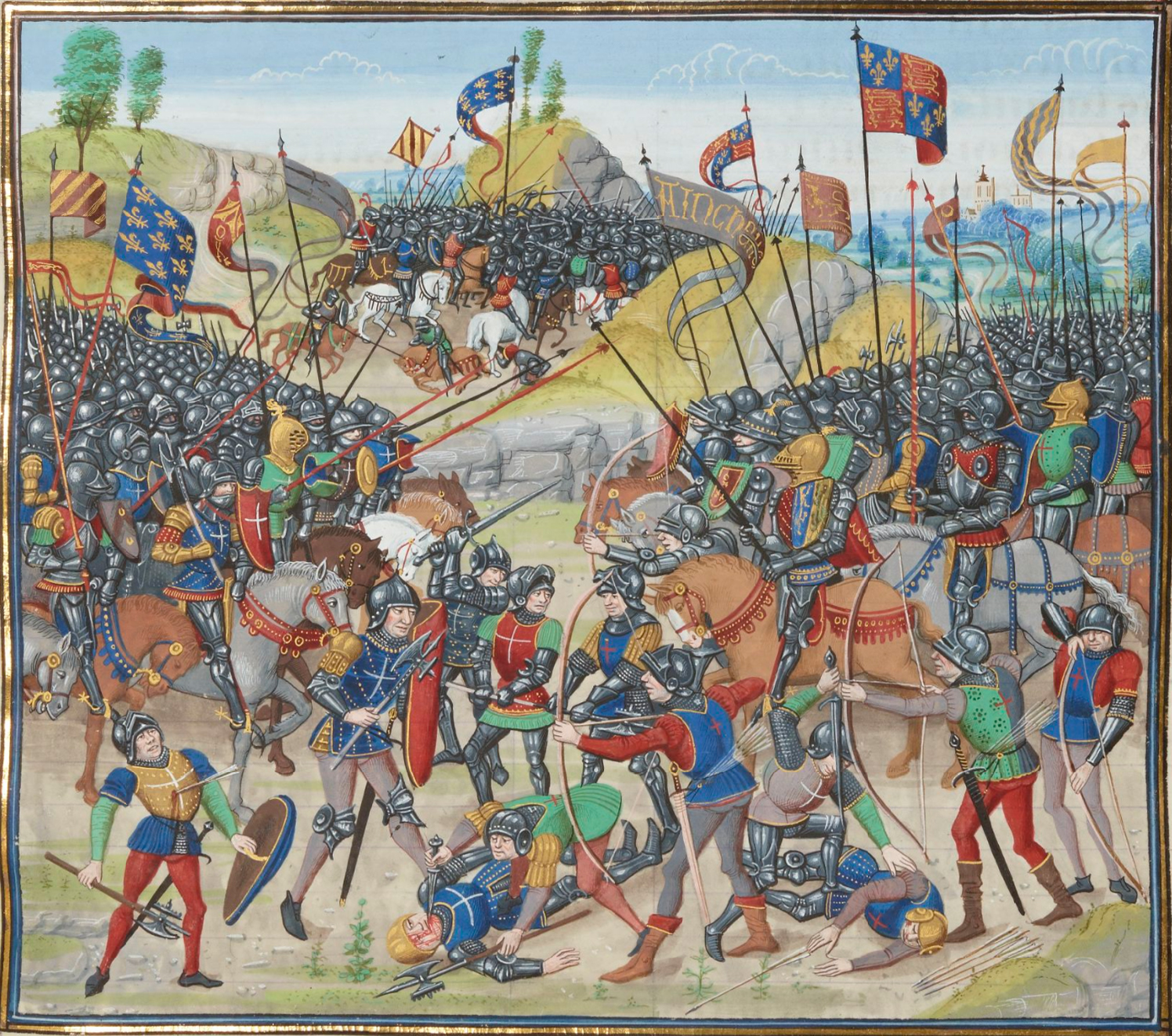
Zeitgenössische Miniatur der Schlacht von Auray (1364) im hundertjährigen Krieg

Als die Streitigkeiten um Aquitanien zwischen England und Frankreich nach Mitte des 12. Jahrhunderts anhoben, gingen die Pilgerbewegungen zurück und die Kriege des 13./14. Jahrhunderts, vor allem der Hundertjährige Krieg (1339–1453), brachten einen dramatischen Einbruch. Die Klöster mit Pilgerkirchen mussten sich wieder auf die Wallfahrten zu ihren eigenen Reliquien beschränken, so auch das von Iguerande. Im dreizehnten Jahrhundert, erfolgte die Aufteilung der Interessen zwischen dem Priorat von Iguerande und dem stattlichen Haus Semur.
Im Mittelalter lag Iguerande an der Landesgrenze und den Grenzen des Brionnais, der Grafschaft Forez und war Streitpunkt in vielen Auseinandersetzungen. In dieser Zeit war die Pfarrei immer noch in der Situation der gemeinsamen Verwaltungsebene zwischen der Vogtei Semur und der Generalitat von Lyon.
Bereits vor dem Jahre 1600 verließen die Mönche endgültig den Ort. Die damalige kleine Pfarrkirche Saint-Marcel brach als Ruine zusammen. Die Priorin von Marcigny übergab daraufhin die ehemalige Priorats- und Pilgerkirche Saint-André an die Pfarrgemeinde, die ihre Pfarrkirche nunmehr wieder unter die Schirmherrschaft von Saint-Marcel stellte. Das Kloster war bereits vor der Zeit der Französischen Revolution verschwunden, als die Kirche von Iguerande eine Pfarrkirche in der Diözese von Macon war und wieder unter das Patrozinium von Saint-André gestellt wurde. Heute trägt sie manchmal beide Namen.
In der Neuzeit, vermutlich im 19./20. Jahrhundert, hat man die Südostseite der Kirche mit kräftigen Strebepfeilern abgestützt, da diese Seite offensichtlich in Richtung des abschüssigen Hangs abzurutschen drohte. Gleichzeitig wurden die Wandabschnitte zwischen den Strebepfeilern im unteren Bereich mit steil abgeböschtem Mauerwerk verstärkt. In dieser Zeit wurde auch die südöstliche Apsidiole des Staffelchors gegen einen unförmigen kantigen Anbau einer Sakristei ersetzt.

## Bauwerk
Abmessungen, zirka,

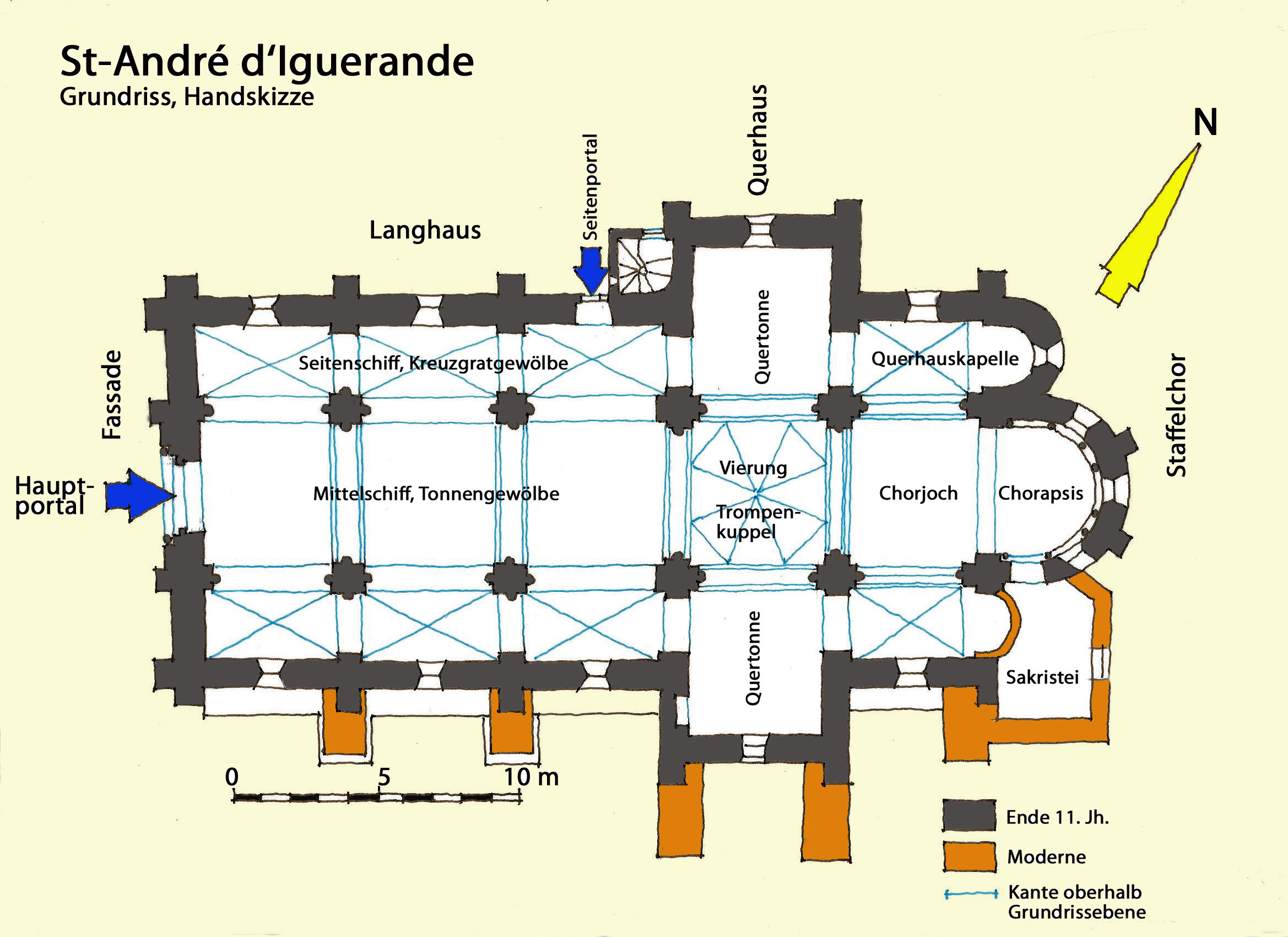
Grundriss

dem Grundriss entnommen und hochgerechnet, ohne Wandpfeilervorsprünge
- Länge über alles (außen): 34,20 m
- Länge Langhaus (außen): 17,40 m
- Länge Langhaus (innen): 16,10 m
- Breite Langhaus (außen): 13,80 m
- Breite Langhaus (innen): 11,80 m

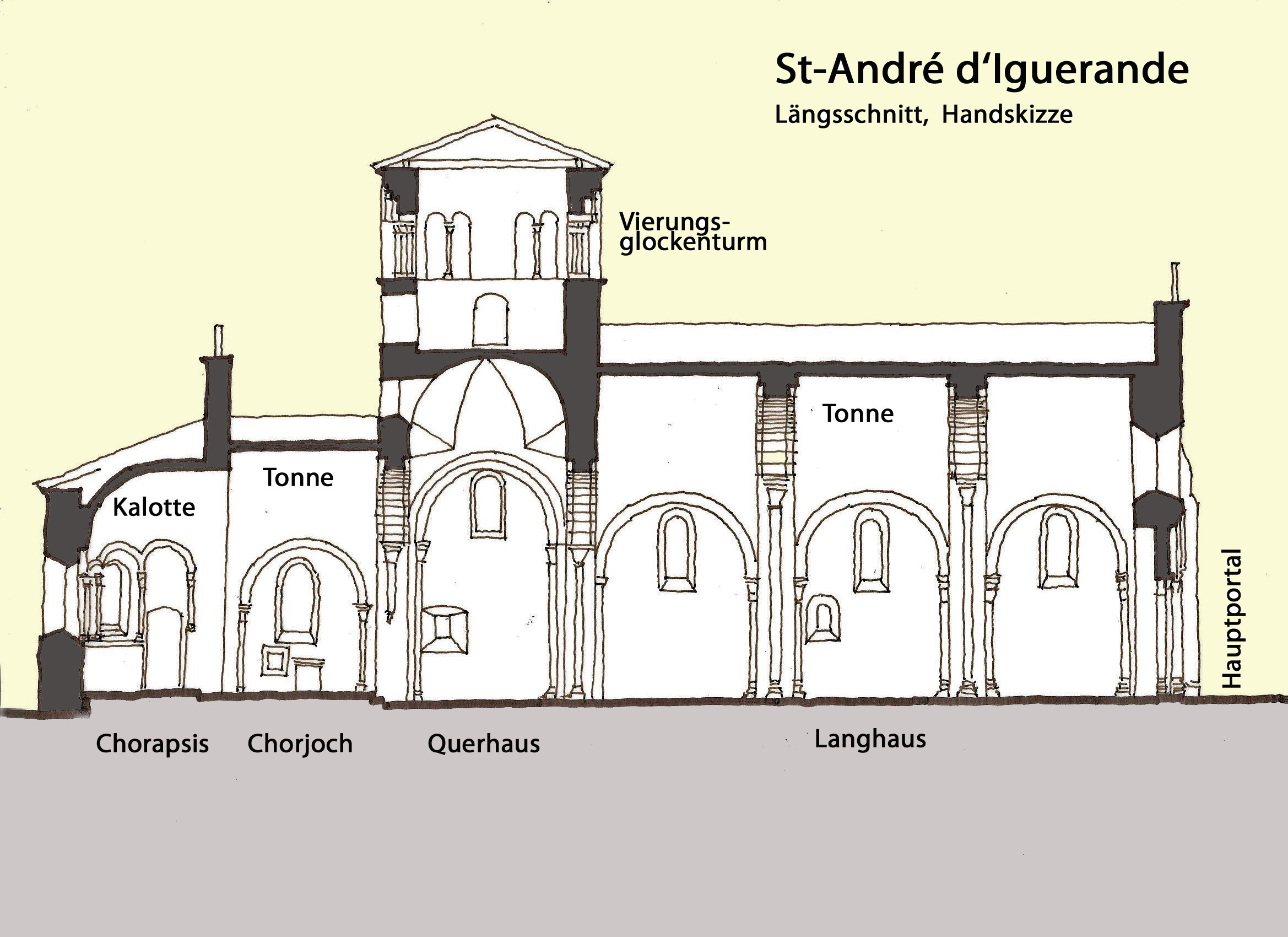
Längsschnitt, Handskizze

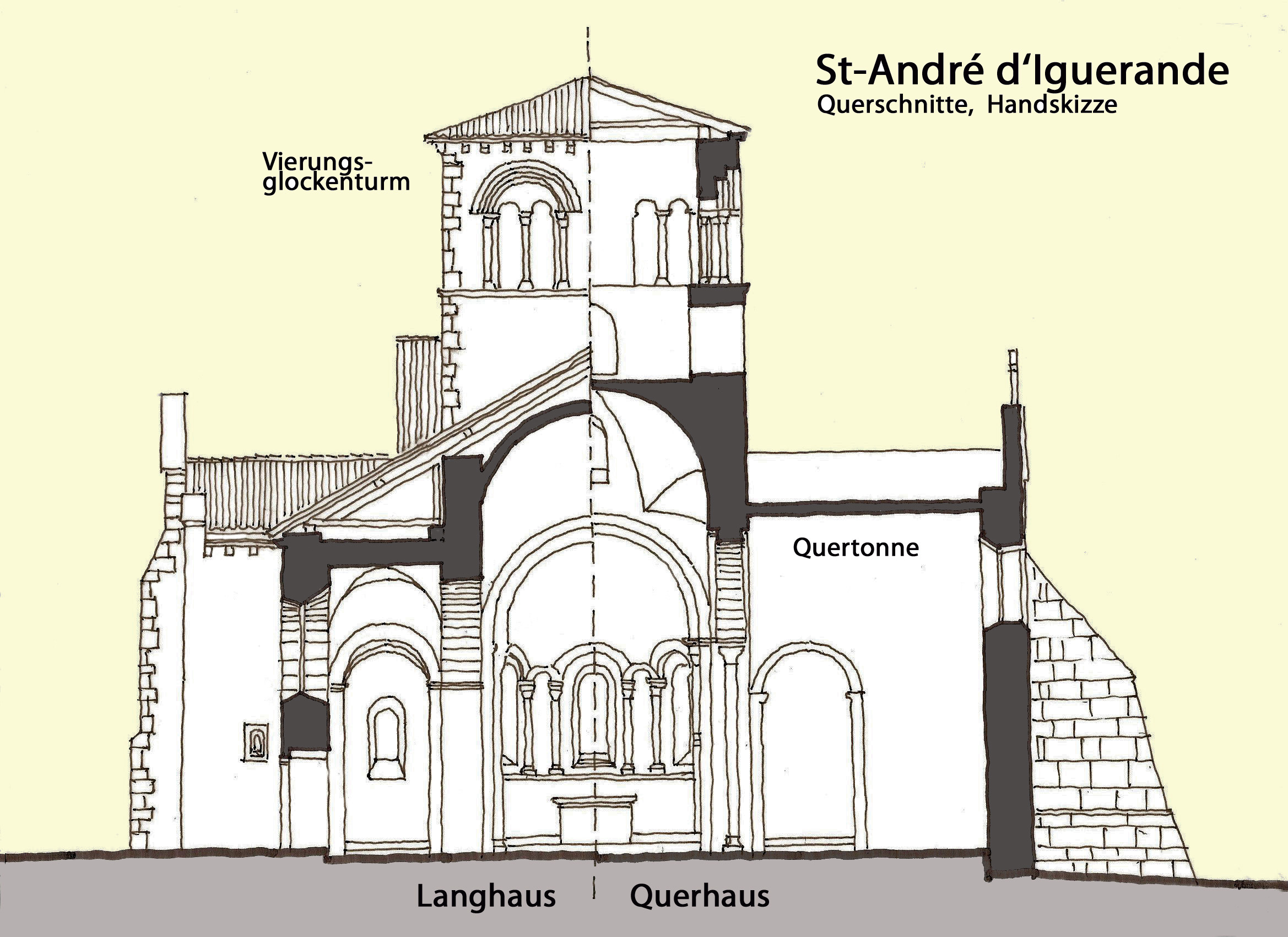
Querschnitte, Handskizze

- Breite Mittelschiff (innen): 5,10 m
- Breite Seitenschiffe (innen): 2,50 m
- Länge Querhaus (außen): 19,40 m
- Ausladung Querhaus (außen): 2,80 m
- Breite Querhaus (außen): 6,80 m
- Breite Querhaus (innen): 4,80 m
- Länge Chor (außen): 10,00 m

### Äußeres

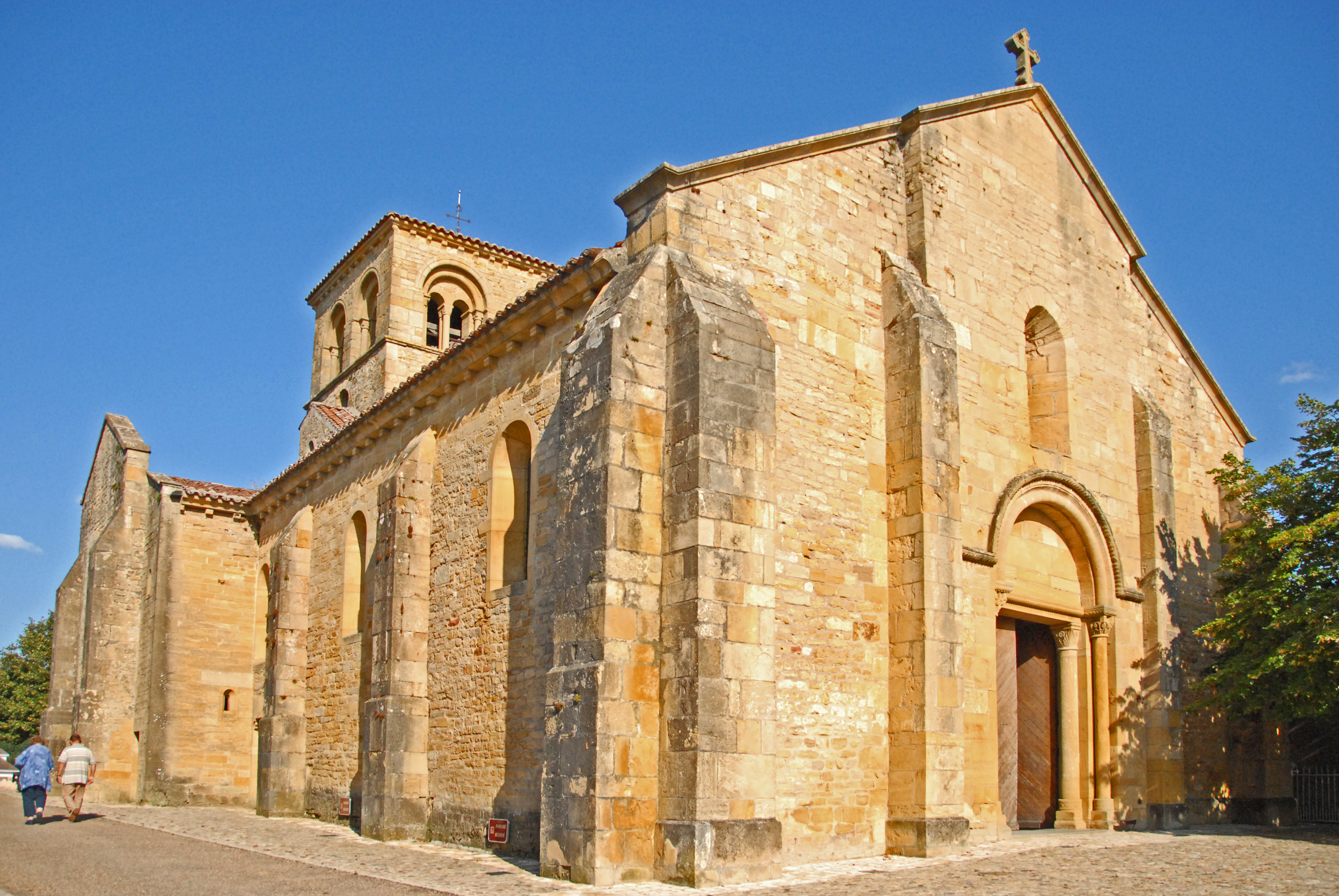
Langhaus mit Fassade von Westen

Der Grundriss der Kirche ist nicht genau geostet, sondern ihr Chor weist nach Nordosten. Das Bruchsteinmauerwerk der Wände ist ein unregelmäßiges Schichtenmauerwerk aus überwiegend kleinformatigen orangefarbenen Sandsteinen in unterschiedlichen Tönungen von kräftigen Orange, über Hellorange bis fast Weiß, teils auch grau verwittert. Die Öffnungseinfassungen und Pfeiler bestehen aus großformatigen Werksteinblöcken.

#### Langhaus mit Fassade
Das Langhaus auf einem rechteckigen Grundriss wird von einem gemeinsamen Satteldach ohne Versätze mit etwa 30 Grad Neigung überdeckt, das mit roten Hohlziegeln in römischen Format, auch Mönch-Nonnen-Ziegel genannt, eingedeckt ist. Die unteren Reihen der Eindeckung kragen über kräftige Gesimse aus, deren Sichtkanten mit einer breiten Hohlkehle gebrochen sind. Das Gesims ruht auf einer Reihung von Kragkonsolen, die unterseitig ausgerundet und schlicht skulptiert sind.

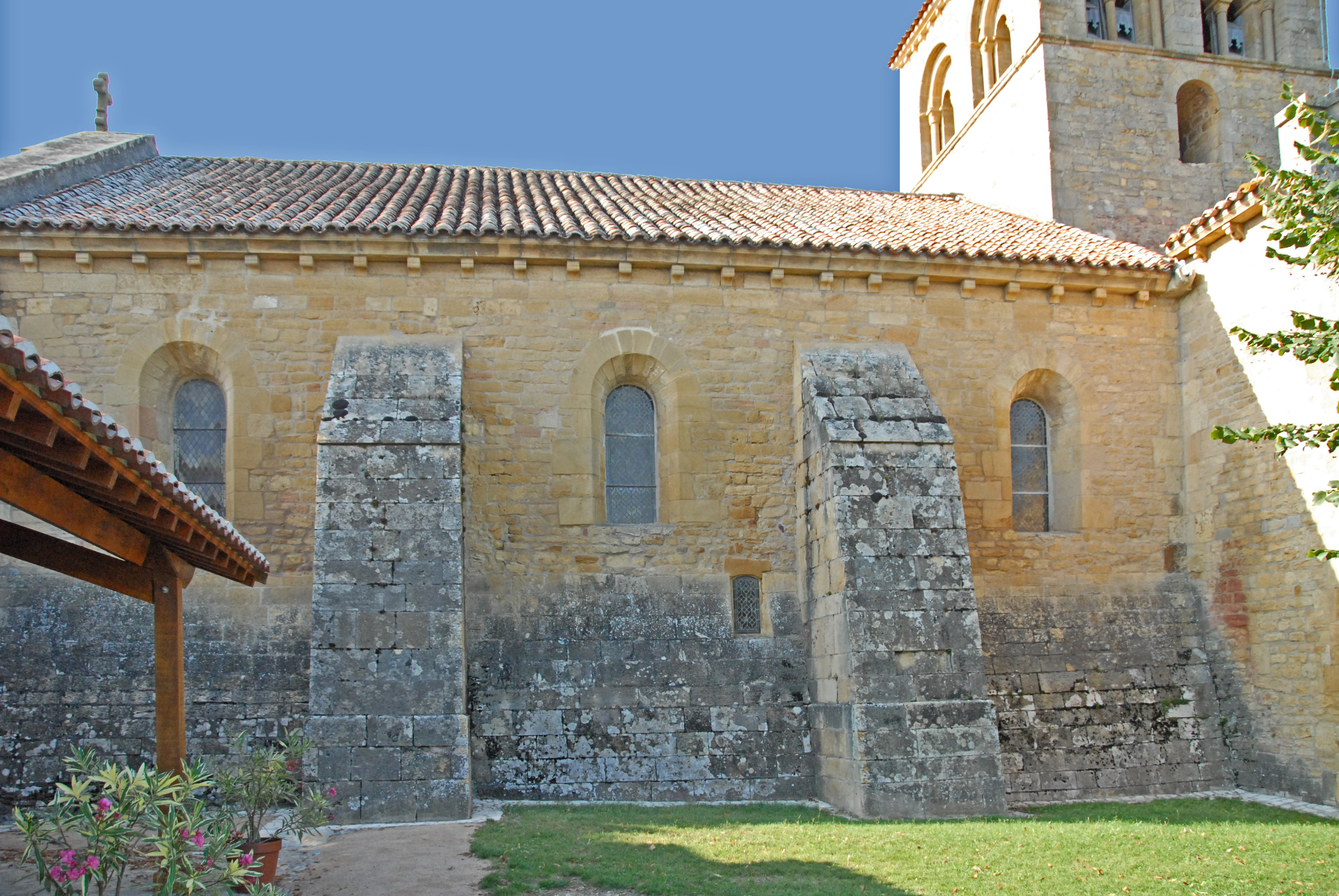
Langhaus von Südosten

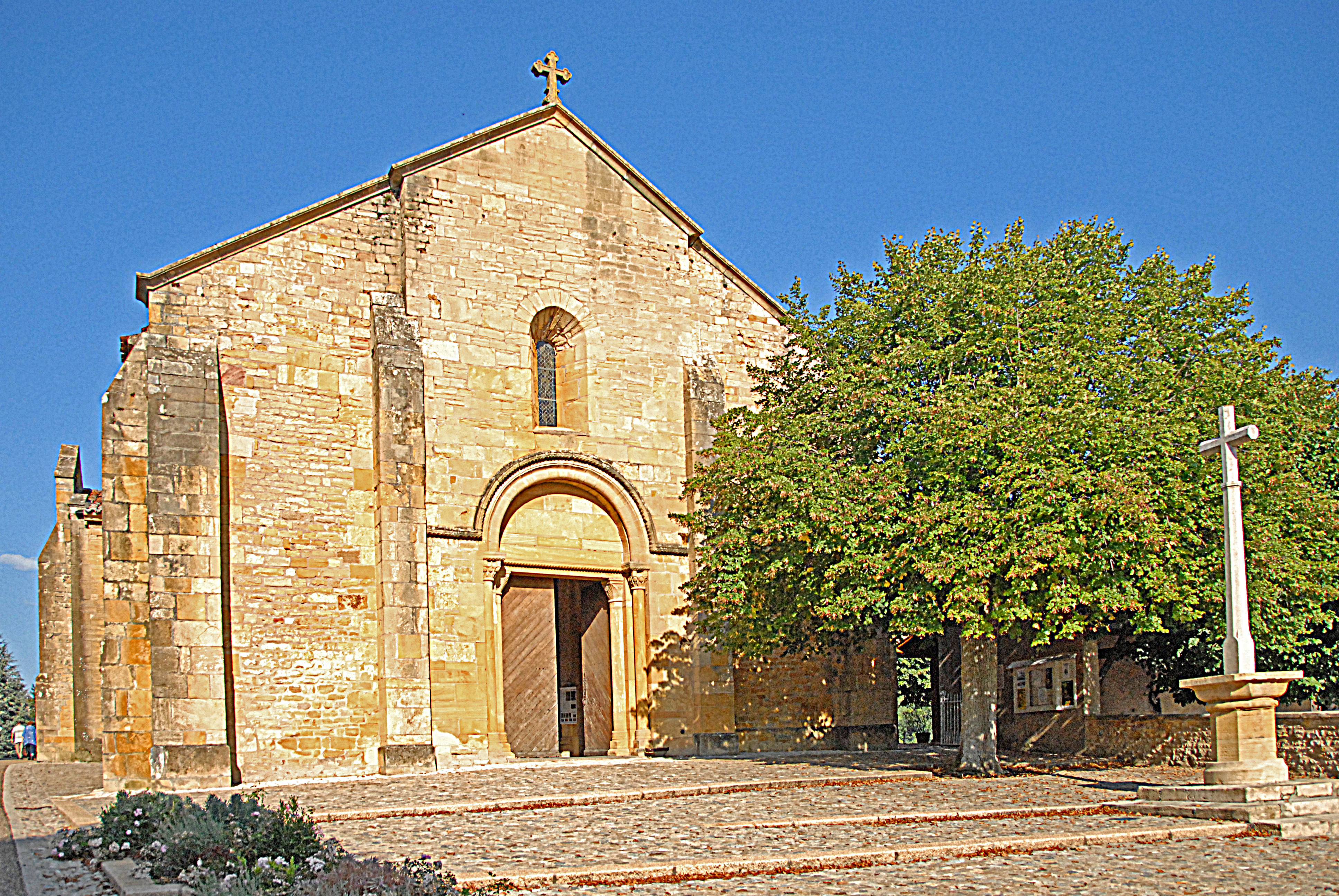
Fassade von Westen

An der äußeren Gliederung mit Strebepfeilern erkennt man bereits die innere Aufteilung in drei Schiffe und drei Joche. Die seitliche Nordwestwand besitzt noch die ursprünglichen im Querschnitt rechteckigen Strebepfeiler, die sich oberhalb des ersten Drittels ihrer Höhe leicht verjüngen. Sie reichen mit ihren steil abgeschrägten Oberseiten bis knapp unter die Traufe. Der äußere Pfeiler in Verlängerung der Fassadenwand erreicht die Traufhöhe. Mittig zwischen den Pfeilern und in Höhe der oberen Wandhälfte ist je ein schlankes rundbogiges Fenster ausgespart mit stark aufgeweiteten Gewänden. Das dritte Joch wird eingeengt durch den Anbau eines Treppenhauses mit einer Spindeltreppe, über die man in den Dachraum über die Quertonne des Querhauses und von dort in den Vierungsglockenturm gelangen kann. In diesem Joch gibt es auch noch ein kleines Seitenportal, vielleicht eine direkte Verbindung zu den ehemaligen Konventsgebäuden des Klosters.
Die seitliche Südostwand weist die gleiche Gliederung mit Pfeilern und Fenstern auf. Allerdings wurden in der Neuzeit die beiden mittleren Strebepfeiler beträchtlich verstärkt, sowohl in der Breite, vor allem aber in ihrer Ausladung. Die Außenseiten der Pfeiler sind in ganzer Höhe steil abgeschrägt und verspringen im unteren Drittel noch ein weiteres Stück auswärts. Zwischen den Pfeilern wurden auch die Wandabschnitte unterhalb der Fenster mit zusätzlichem Mauerwerk verstärkt, das nach unten steil abgeböscht ist. Diese Maßnahme wurde hier, wie auch noch am Querhaus und im Chorbereich vorgenommen, weil man vermutlich Rissbildungen festgestellt hat, die ein Abrutschen der südöstlichen Wände in Richtung des nahen Hanges angekündigt hatten. Die Gliederung der südwestlichen Fassade spiegelt die dreischiffige Aufteilung des Langhauses wider. In Verlängerung der seitlichen Außenwände und der Scheidewände stehen im Querschnitt über die ganze Höhe rechteckige Strebepfeiler, die knapp einen halben Meter hohe Sockelvorsprünge aufweisen. Die äußeren Pfeiler sich deutlich breiter als die inneren und reichen bis zur Traufhöhe, die inneren noch ein Stück weiter hinauf. Zwischen den inneren Pfeilern, das heißt im Bereich des Mittelschiffs, springt die Fassadenwand in ganzer Höhe um etwa 30 Zentimeter nach außen vor. Die schrägen Oberseiten der Fassadenwand überragen die Dachflächen knapp einen halben Meter. Sie werden von kräftigen Platten abgedeckt, deren auskragende Sichtkanten ähnlich dem Traufgesims mit einer Hohlkehle gebrochen sind. Der Giebelfirst wird von einem steinernen Kleeblatt- oder Lazaruskreuz bekrönt, dessen unterer Arm etwas länger ist, als die anderen.

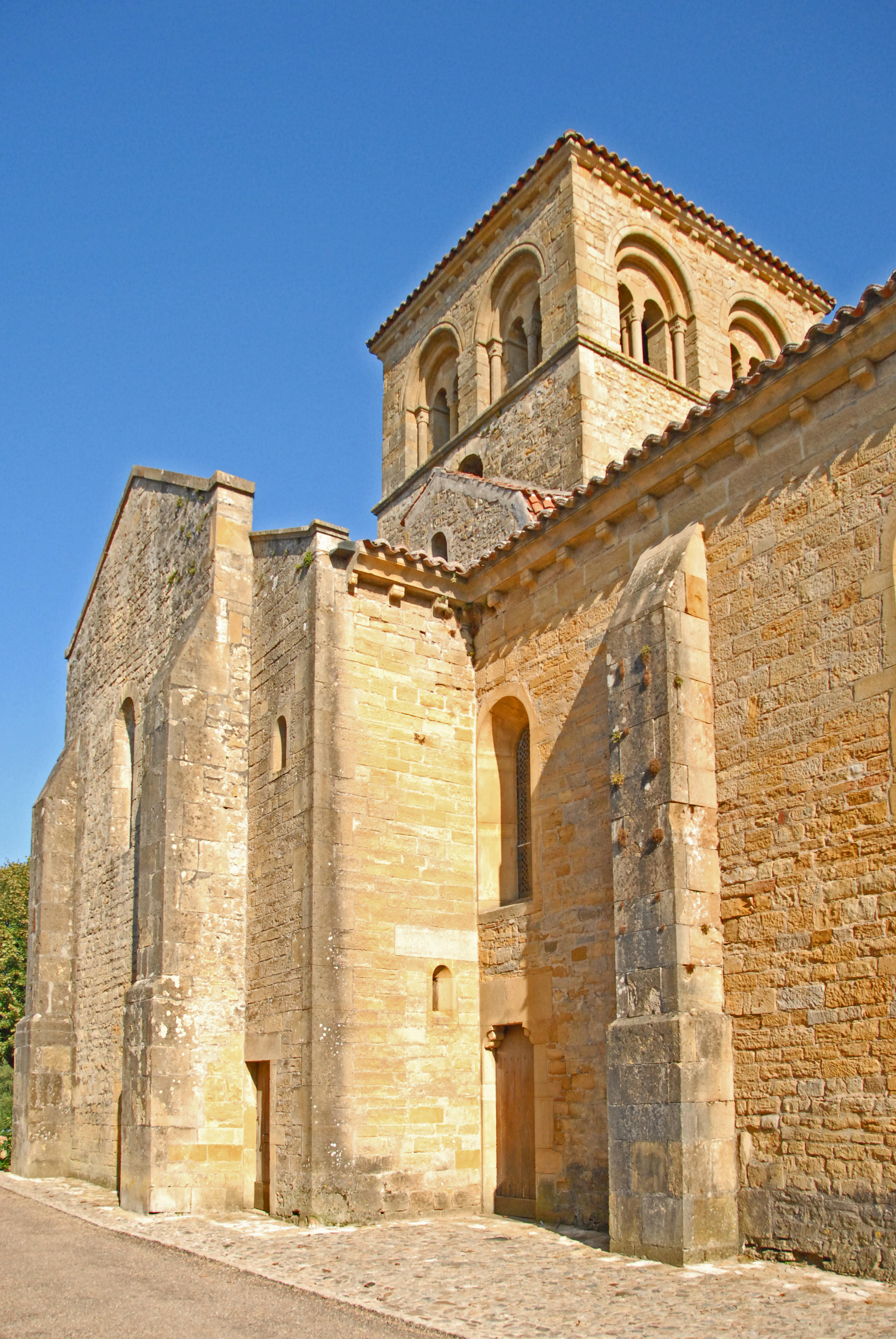
Querhaus und Turm von Westen

Die rechteckige Öffnung des Hauptportals wird umschlossen von einer Archivolte. Ein halbrunder, leicht gestelzter Bogen aus einem kräftigen halben Rundstab steht auf zwei Säulen in Wandrückversätzen, die mit pflanzlich skulptierten Kapitellen, profilierten Kämpfern und schlichten Basen auf Plinthen ausgerüstet sind. Hinter dem Bogen folgt ein weiterer Rückversatz mit einem unstrukturierten Tympanon. In Höhe der Kämpfer schließt ein rundes Profil mit gezackter Unterkante das Bogenfeld ab. Der waagerechte Sturz steht auf zwei etwas stärkeren Säulen, die wie die benachbarten ausgestattet sind. Der Archivoltenbogen wird von einem Kragprofil überfangen, mit einer gezackten Innenkante. Deutlich über den Kämpfern der äußeren Säulen schwenkt das Profil seitlich waagerecht ab und wird bis gegen die Strebepfeiler geführt. Knapp über dem vorgenannten Kragprofil öffnet sich ein schlankes rundbogiges Fenster mit aufgeweiteten Gewänden. In den späten Stunden des Nachmittags spendet dieses Fenster die einzige direkte Belichtung des Mittelschiffs.

#### Querhaus mit Vierungsturm

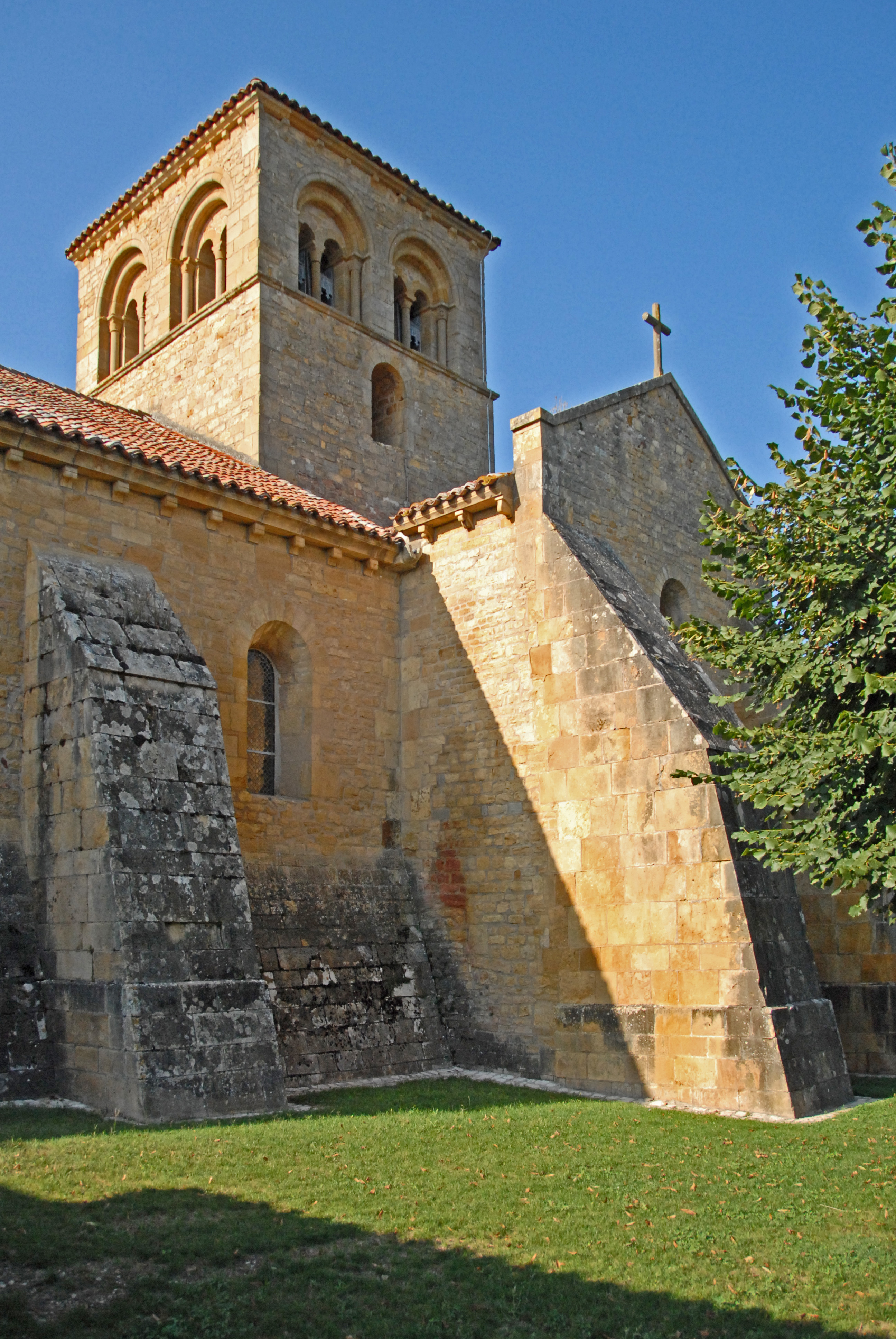
Querhaus und Turm von Süden

Die Giebelwände des Querhauses stehen knapp drei Meter vor den Außenwänden des Langhauses und besitzen schlichter profilierte und dünnere Abdeckungen wie die der Fassadenwand und deren Höhenlage über den Dachflächen. Die Satteldächer der Querhausarme weisen die gleiche Eindeckung, Dachneigung, Traufausbildung und deren Höhenlage wie die des Langhauses auf. Auf dem Giebelfirst des südöstlichen Querhausarms steht ein schlichtes steinernes lateinisches Kreuz aus runden Armen. Die Strebepfeiler auf der Giebelwand des nordwestlichen Querhausarms entsprechen etwa denen der benachbarten Langhauswand, wie auch das Fenster zwischen den Strebepfeilern. Das gilt analog auch für die gegenüber liegende südöstliche Giebelwand. Die Strebepfeiler sich jedoch noch ausladender und wuchtiger. Hier hat man allerdings auf eine zusätzliche Vormauerung des Wandabschnitts verzichtet.
Über den Satteldächern der allseits anschließenden Gebäudeteile ragt ein nahezu quadratischer zweigeschossiger Vierungsturm auf, genau in Breite der äußeren Breite der Querhausarme. Die Geschosse werden von einem weit ausladenden Kragprofil unterteilt, dass gut einen Meter über dem First des Langhausdachs liegt. Knapp unter dem Kragprofil ist auf drei Turmseiten, außer der Südwestseite, je eine rundbogige Öffnung in die Glockenstube ausgespart. Allein auf der Chorseite des Turms gibt es ein Stück darunter noch ein etwas kleineres rundbogiges Fenster, das sich in das Vierungsgewölbe öffnet. Die inneren Geschossteilung entspricht also nicht der äußeren. Unmittelbar auf dem Kragprofil stehen auf jeder Turmseite je zwei Klangarkaden, die untereinander von einem breiten Mauerpfeiler getrennt sind.
Einem äußeren abgerundeten Keilsteinbogen, der an seinen Ansätzen auf Kämpferprofilen steht, folgt eine Archivolte aus einem gebogenen Rundstab, der auf Säulchen in Wandrückversätzen steht, die mit pflanzlich skulptierten Kapitellen, profilierten Kämpfern und Basen ausgerüstet sind. In der Archivolte öffnet sich eine Zwillingsarkade, deren scharfkantige Bögen außenseitig auf Kämpferprofilen über scharfkantigen Laibungen stehen. Die beiden Bögen stehen innen gemeinsam auf einem hintereinander angeordneten Säulchenpaar, das wir die anderen ausgestattet ist.

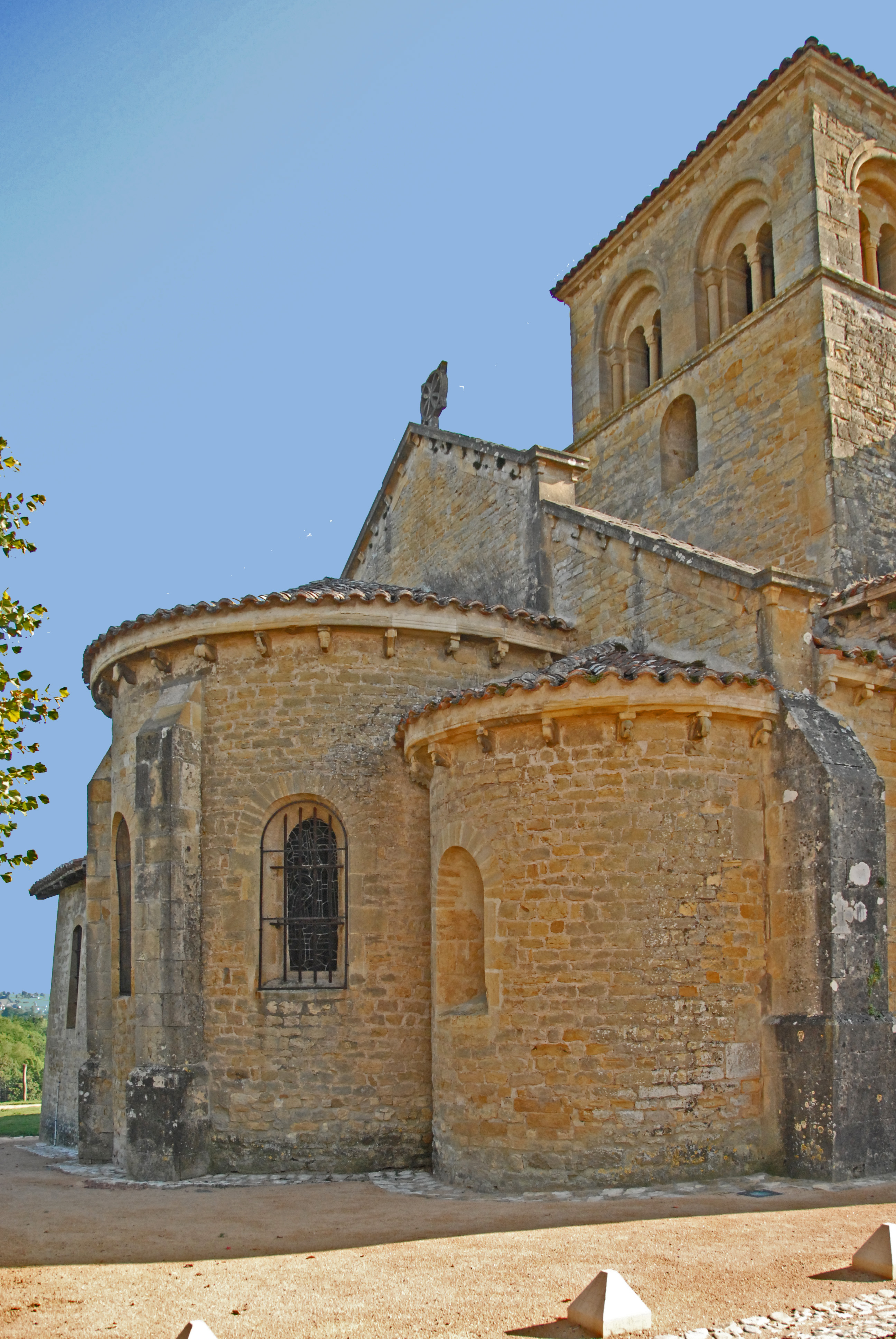
Chorhaupt von Nordwesten

Nur ein kurzes Stück über den äußeren Bogenscheiteln der Klangarkaden endet das obere Geschoss mit einer Traufausbildung, die denen der Schiffe entspricht. Der Turm wird überdeckt von einem sehr flach geneigten Pyramidendach, das wieder mit roten Hohlziegeln eingedeckt ist. Der Pyramidenfirst wird von einem schlichten lateinischen Kreuz aus Metall bekrönt.

#### Staffelchor
Die kurzen Schiffe des Chorjochs werden wie beim Langhaus von einem gemeinsamen Satteldach überdeckt, das aber deutlich tiefer liegt. Traufausbildung und Dacheindeckung und deren Neigung entsprechen wieder denen der Schiffe. In den Außenwänden der Seitenschiffe des Chorjochs weisen die Fenster die Form und Größe derjenigen der Schiffe auf, jedoch eine deutlich geringere Höhenlage. Das Chorjoch und die Kapellenjoche werden in ganzer Breite von einer gemeinsamen Giebelwand von den Apsiden des Chors und der Kapellen getrennt. Ihr nordwestliches Ende geht in einen Strebepfeiler über. Diese Giebelwand überragt das gemeinsame Satteldach des Chorjochs. Sein Mittelabschnitt ragt in Breite des Chors noch ein kurzes Stück weiter hinauf. Die schrägen Oberseiten der Giebelwand sind mit weit ausladenden Platten mit profilierten Sichtkanten abgedeckt, die von Kragkonsolen unterstützt werden. Ihr Giebelfirst wird von einer steinernen vierblättrigen Blütenrosette bekrönt, deren Blütenblätter von einem großen Kreisring zusammengehalten werden.

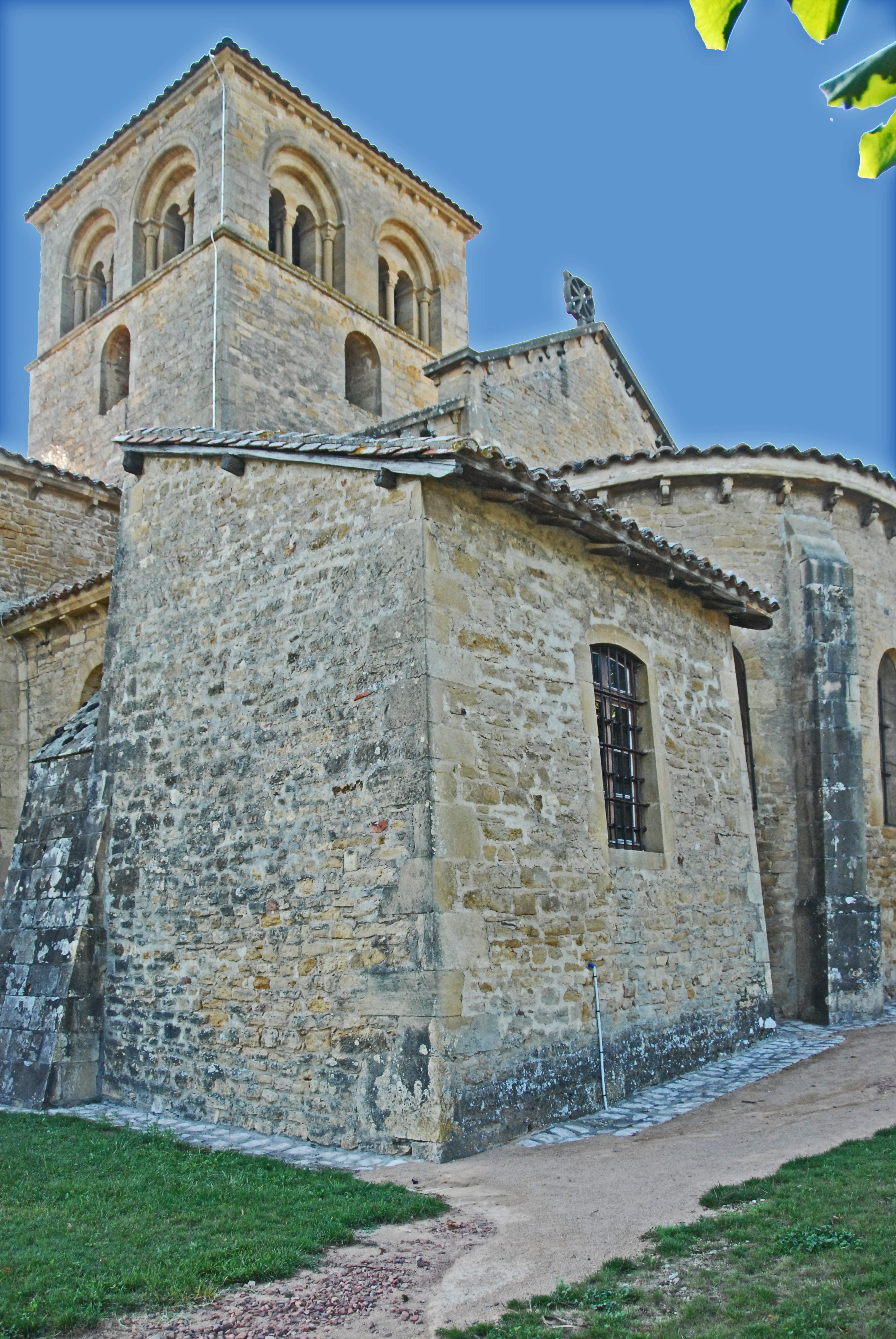
Chorhaupt mit Sakristei von Osten

Die Chorapsis und die nordwestliche Kapellenapsis besitzen Grundrisse, die aus kurzen Rechtecken und Halbkreisen zusammengesetzt sind. Wie werden dementsprechend von kurzen Satteldächern überdeckt, an die halbe Kegeldächer anschließen. Das Dach der Kapellenapsis bleibt unter dem der Chorapsis, das selbst deutlich unter dem des Chorjochs liegt. Die Dacheindeckungen und Traufausbildungen entsprechen denen der anderen Dächer. Die Chorapsis wird von zwei Strebepfeilern in drei gekrümmte Wandabschnitte unterteilt, deren schräge Oberseiten ein Stück unter der Traufe enden. Mitten in den Wandabschnitten sind rundbogige Fenster ausgespart, so auch im Apsisscheitel der nordwestlichen Kapelle. Die ehemalige Apsis der südöstlichen Kapelle wurde in der Neuzeit durch eine deutlich kürzere geschlossene Apsis ersetzt, an die der kantige Anbau einer Sakristei angefügt wurde, der mit einem Pultdach überdeckt ist. In seiner nordöstlichen Wand ist ein rundbogiges Fenster ausgespart. Zusammen mit diesem Anbau wurde auch der Strebepfeiler an der Seitenwand der südöstlichen Kapelle beträchtlich vergrößert und deren Wand im unteren Bereich verstärkt und steil abgeböscht.

### Inneres
Das Innere der Kirche wirkt durch den fast gänzlichen Verzicht auf unmittelbare Fensterbelichtung im Mittelschiff, in der Vierung und im Chorjoch sehr dunkel (französisch: obscur).

#### Langhaus

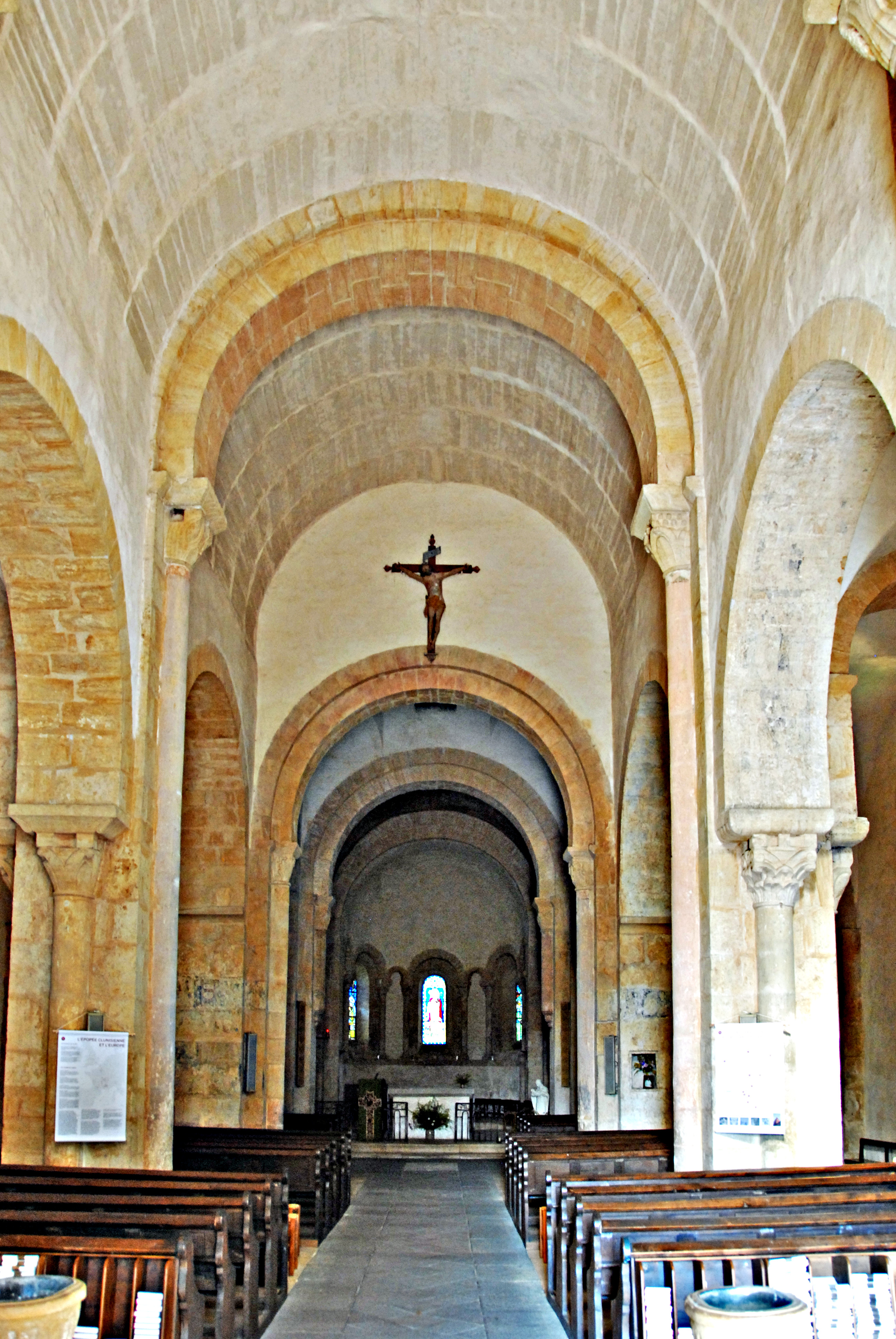
Mittelschiff mit Blick zum Chor

Das Langhaus steht auf einem rechteckigen Grundriss, der von kräftigen Scheidewänden in drei Schiffe unterteilt wird. Das Mittelschiff ist etwa doppelt so breit, wie die Seitenschiffe. Arkaden unterteilen die Länge des Langhauses in drei nahezu gleich breite Joche.
Die Scheidewände stehen auf geringfügig gestelzten scharfkantigen Rundbögen, die auf halbrunden alten Diensten stehen, die mit meist pflanzlich skulptierten Kapitellen, weit ausladenden profilierten Kämpfern, profilierten Basen auf kantigen Plinthen und Sockelplatten ausgestattet sind. Sie sind den im Querschnitt quadratischen Pfeilerkernen vorgeblendet, deren Dimension geringfügig breiter ist, als die Scheidewanddicke. Dadurch treten die Pfeilerkerne oberhalb der vorstehenden Kämpfer ebenso geringfügig aus den Scheidewänden hervor und werden als flache Wandpfeiler nach oben weitergeführt, wo sie in die Gurtbögen übergehen. Im ersten Joch sind die Dienste an der Westwand auf entsprechenden Wandpfeilern vorgeblendet. An den Kernen der im Querschnitt kreuzförmigen Vierungspfeiler fehlen diese Dienste und die Scheidewandbögen des dritten Jochs stehen dort stattdessen auf Kämpferprofilen. Die jochteilenden Arkaden des Mittelschiffs bestehen aus leicht gestelzten Gurtbögen in Breite der Pfeilerkerne, deren Kanten mit kräftigen rechtwinkligen Rückversätzen gebrochen sind. Sie unterstützen die Tonnengewölbe, deren Ansätze wegen der Stelzung ein gutes Stück über den Bogenenden liegen. Die Bögen werden von halbrunden Diensten getragen, die den flachen Wandpfeilern und den Pfeilerkernen vorgeblendet und ähnlich den Diensten der Scheidewandarkaden ausgestattet sind. Die Kämpferprofile werden seitlich um die Kanten der Wandvorlagen herumgeführt.

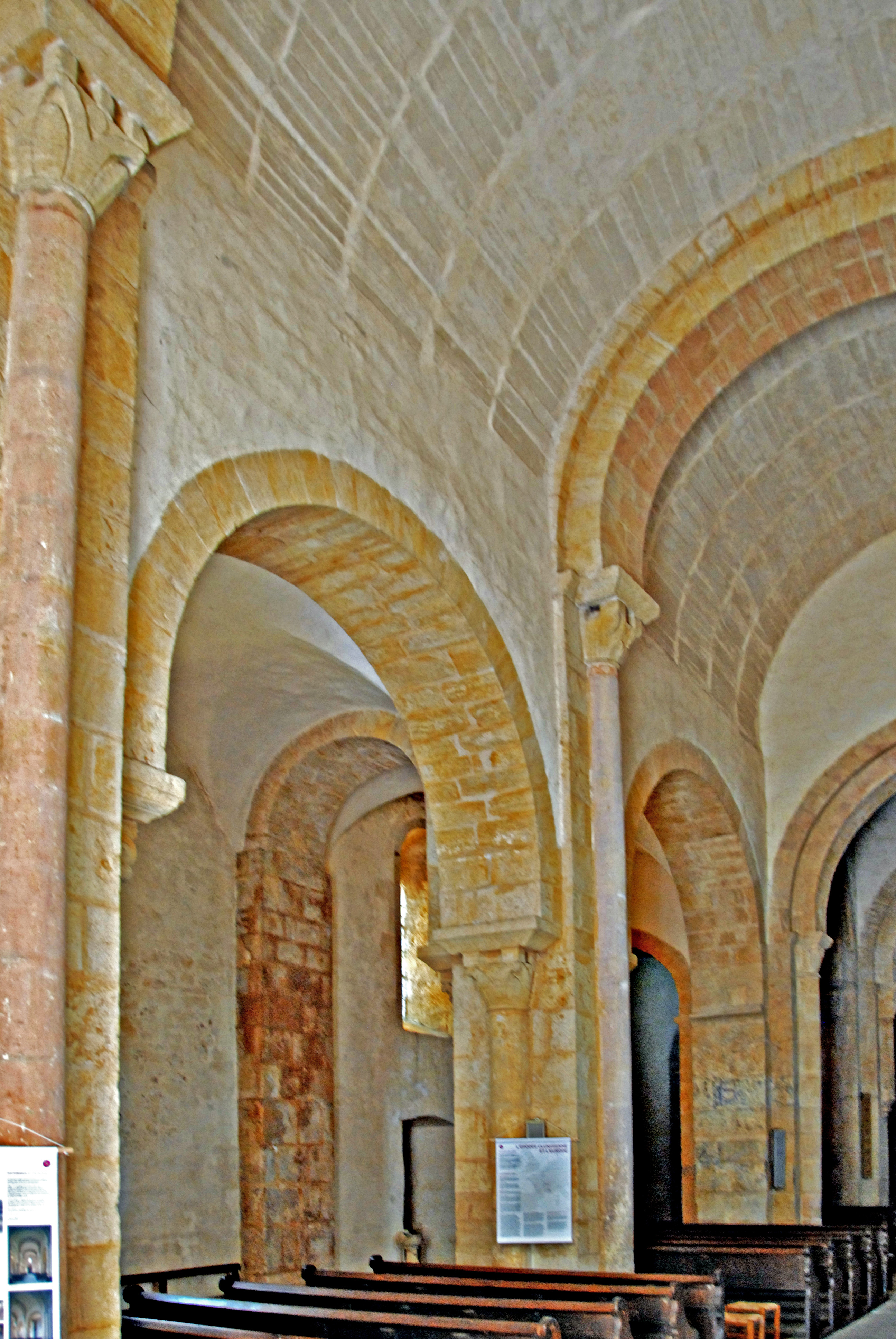
Mittelschiff, Nordwestwand

Die Oberflächen der Tonnengewölbe gehen ohne Zäsur aus den Wandoberflächen hervor und zeigen eine Struktur, die der einer Brettschalung eines betonierten Gewölbes gleicht. Die Baumeister haben möglicherweise die Steine der Gewölbeschale nicht, wie sonst üblich, trocken auf die Gewölbeschalung gestellt und nur die Fugen mit Mörtel gefüllt, sondern zunächst eine Mörtelschicht auf die Schalung aufgetragen, in die die Gewölbesteine versetzt wurden. Nach Entfernung der Holzschalung wäre dann diese Struktur zurückgeblieben. So konnte man auf ein nachträgliches Verputzen der Gewölbeoberflächen verzichten.

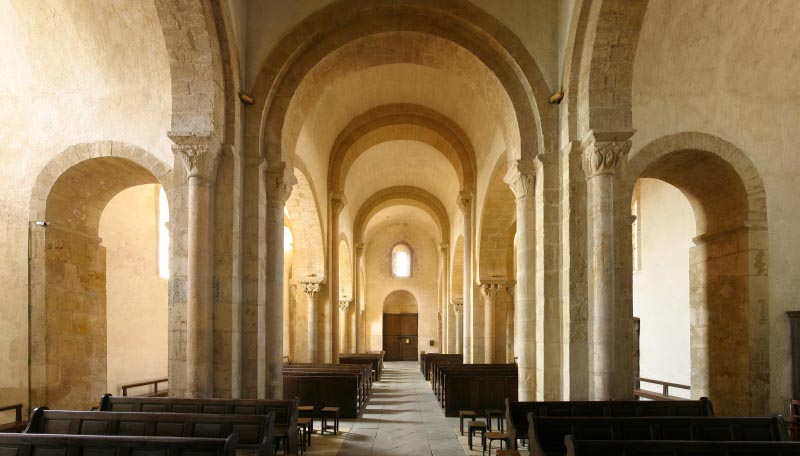
Langhaus aus Querschiff nach hinten

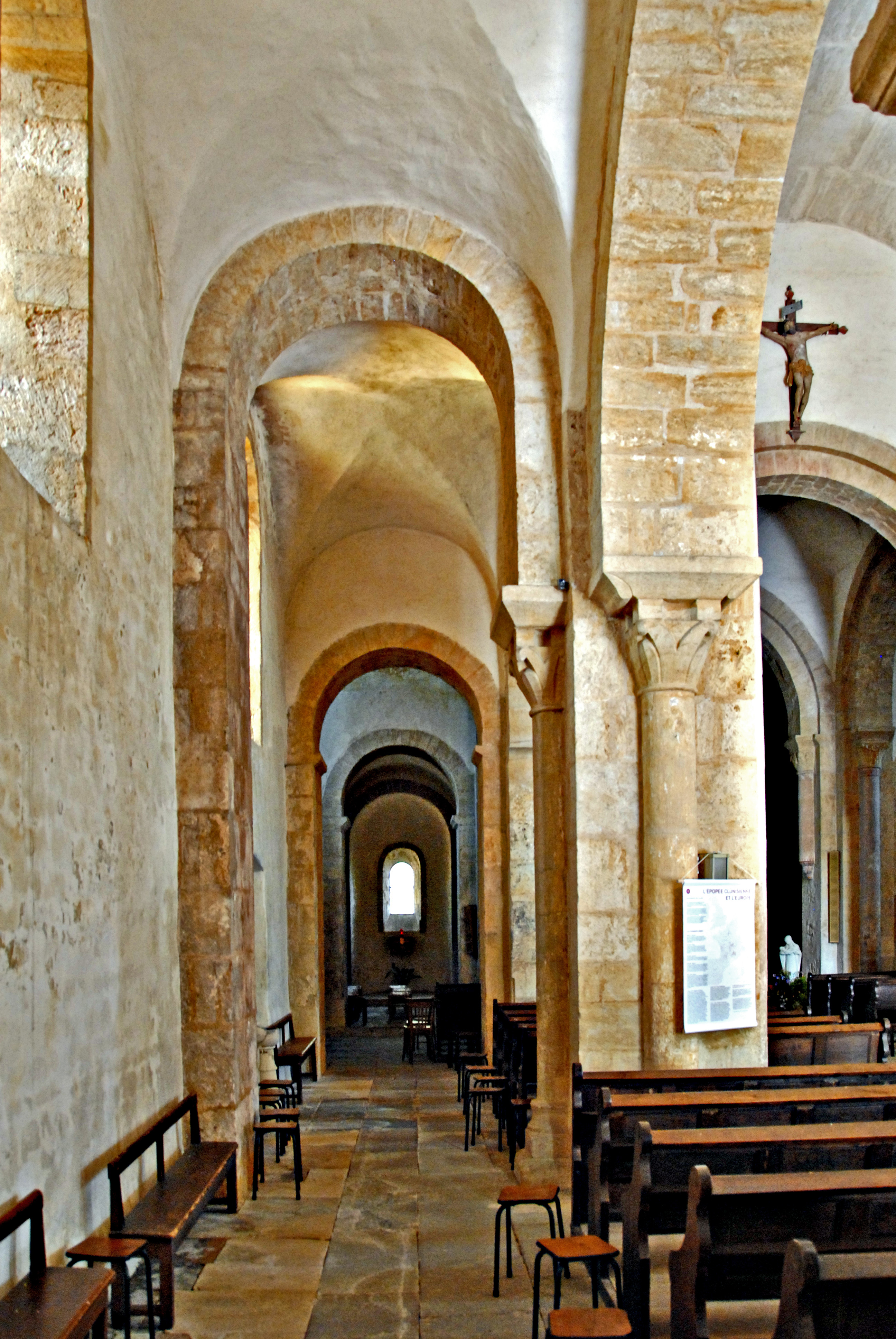
Nordwestliches Seitenschiff
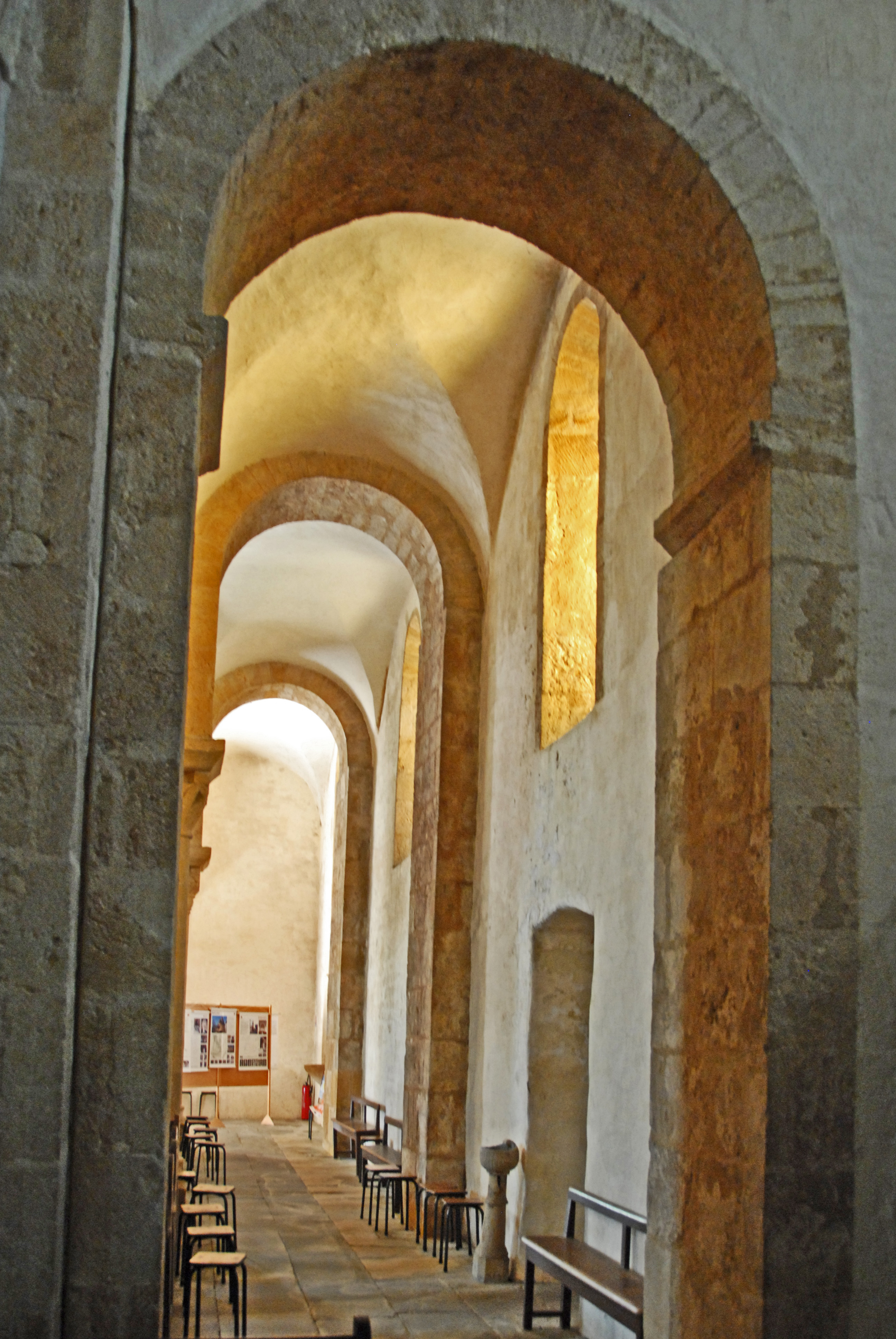
nordwestl. Seitenschiff nach hinten
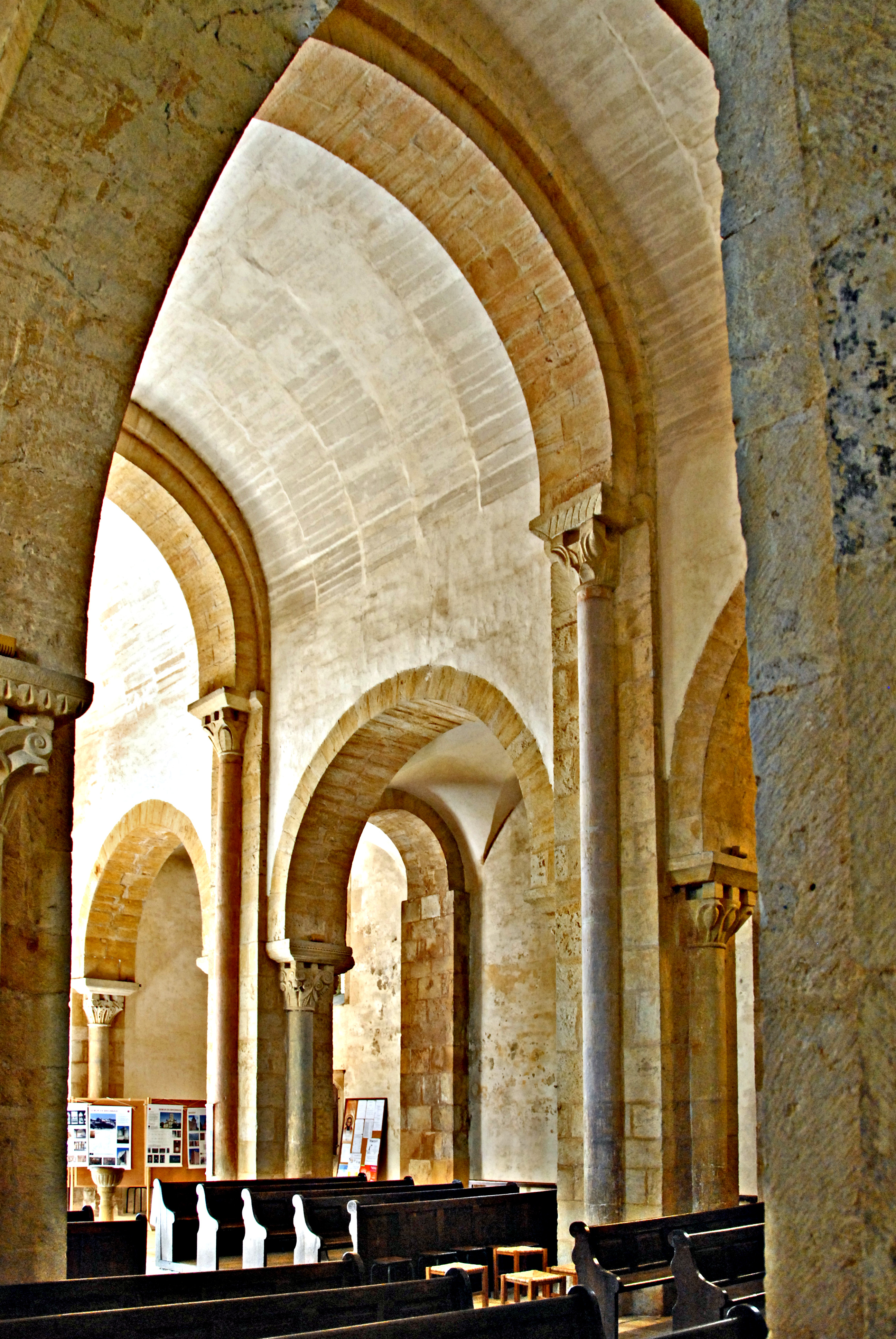
Mittelschiff, Nordwestwand nach hinten
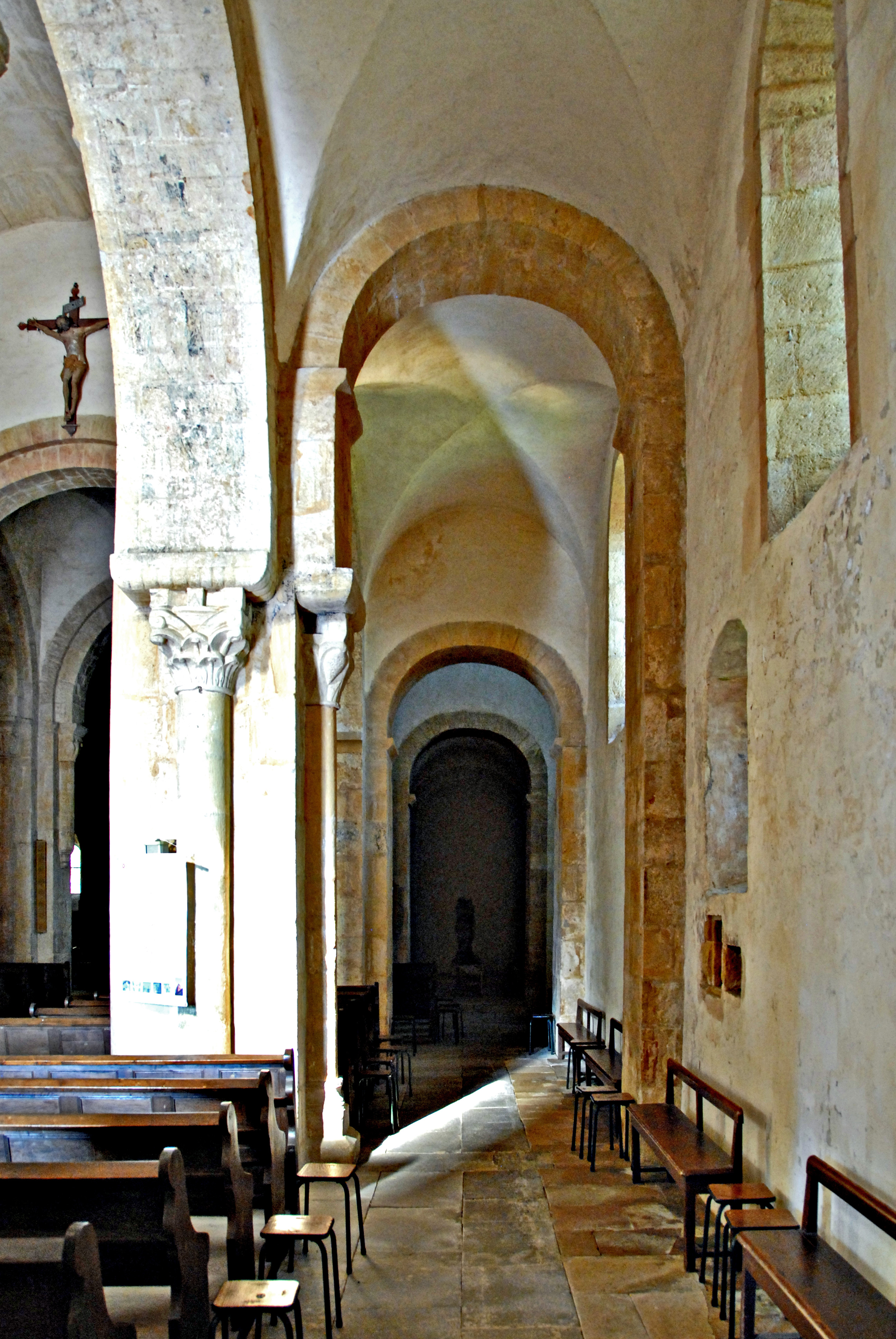
Südöstliches Seitenschiff nach vorne

Die Seitenschiffjoche werden von Kreuzgratgewölben überdeckt deren Hauptbestandteile knapp über den Scheiteln der Scheidewandarkaden angeordnet sind. Ihre Grate gehen auf der Mittelschiffseite weiter abwärts in die Ecken der Pfeilerkerne über und an den Außenwänden verschwinden sie in Höhe der Gurtbogenansätze in den Winkeln zwischen Wand und Wandpfeilern. Die scharfkantigen Gurtbögen sind einhüftig gestelzt. Sie stehen mit ihren Stelzungen am Scheidewandpfeiler auf halbrunden Diensten, die denen der Scheidewandarkaden entsprechen. An der Außenwand stehen die Bögen ohne Stelzung auf Wandpfeilern, deren Breite denen der Pfeilerkerne entspricht.
In der Querhauswand öffnet sich im Mittelschiff eine rundbogige leicht gestelzte Arkade in dessen ganzer Breite, die etwa so ausgestattet ist, wie die Mittelschiffarkaden. Ihre Kämpfer liegen allerdings um etwa einen Meter höher als diejenigen der Scheidewandarkaden. Dadurch entsteht im oberen Wandbereich ein relativ großes Bogenfeld. In der gleichen Wand öffnen sich in den Seitenschiffen fast in ganzer Breite rundbogige Arkaden aus scharfkantigen Wandpfeilern und Bögen. Ihre Kämpferprofile liegen auf der Höhe der Kämpfer der benachbarten Scheidewandarkaden.
In der Südwestwand des Mittelschiffs öffnet sich das rechteckige Hauptportal, das von einem zurücktretenden, leicht gestelzten, halbkreisförmigen und unstrukturierten Tympanon überdeckt wird. In der Mitte der oberen Wandhälfte ist ein rundbogiges Fenster mit aufgeweiteten Gewänden ausgespart. In den Nachmittagsstunden scheint durch das Fenster und das geöffnete Portal die tiefstehende Sonne und taucht das Langhaus in ein güldenes Licht. Die Kopfseiten der Seitenschiffe sind gänzlich geschlossen. In den seitlichen Außenwänden der Seitenschiffe ist in jedem Joch kurz unter den Schildbögen der Gewölbe je ein rundbogiges Fenster mit aufgeweiteten Gewänden ausgespart. Im dritten Joch gibt es auf der Nordwestseite ein rechteckiges einflügeliges Seitenportal.

#### Querhaus mit Vierung
Die einteiligen Querhausarme stehen auf leicht rechteckigen Grundrissen und werden in Querrichtung zum Schiff mit Tonnengewölben überdeckt, die ohne Zäsur aus den Wänden übergehen und Strukturen aufweisen wie die Mittelschiffgewölbe. In den Giebelwänden ist hoch unter den Gewölbescheiteln je ein rundbogiges Fenster ausgespart, welche die einstige Belichtung der Querhausarme darstellen. Genau gegenüber den Arkadenöffnungen zu den Seitenschiffen öffnet sich in den Nordostwänden des Querschiffs je eine gleiche Arkade in die Querhauskapellen. Die Kapellenjoche sind wie die Seitenschiffjoche, allerdings deutlich tiefer liegend, mit Kreuzgratgewölben überdeckt. In ihren seitlichen Außenwänden ist je ein rundbogiges Fenster ausgespart, knapp unter den Schildbögen der Gewölbe. Die nordwestliche Kapelle wird von der ursprünglichen Apsis abgeschlossen, die von einem kurzen Stück Tonnengewölbe überdeckt wird, an das sich eine halbe Kuppelkalotte anschließt. Im Apsisscheitel öffnet sich ein kleines rundbogiges Fenster mit aufgeweiteten Gewänden. Die südöstliche Querhauskapelle wird von einer neuzeitlichen Apsis ohne Fenster abgeschlossen.

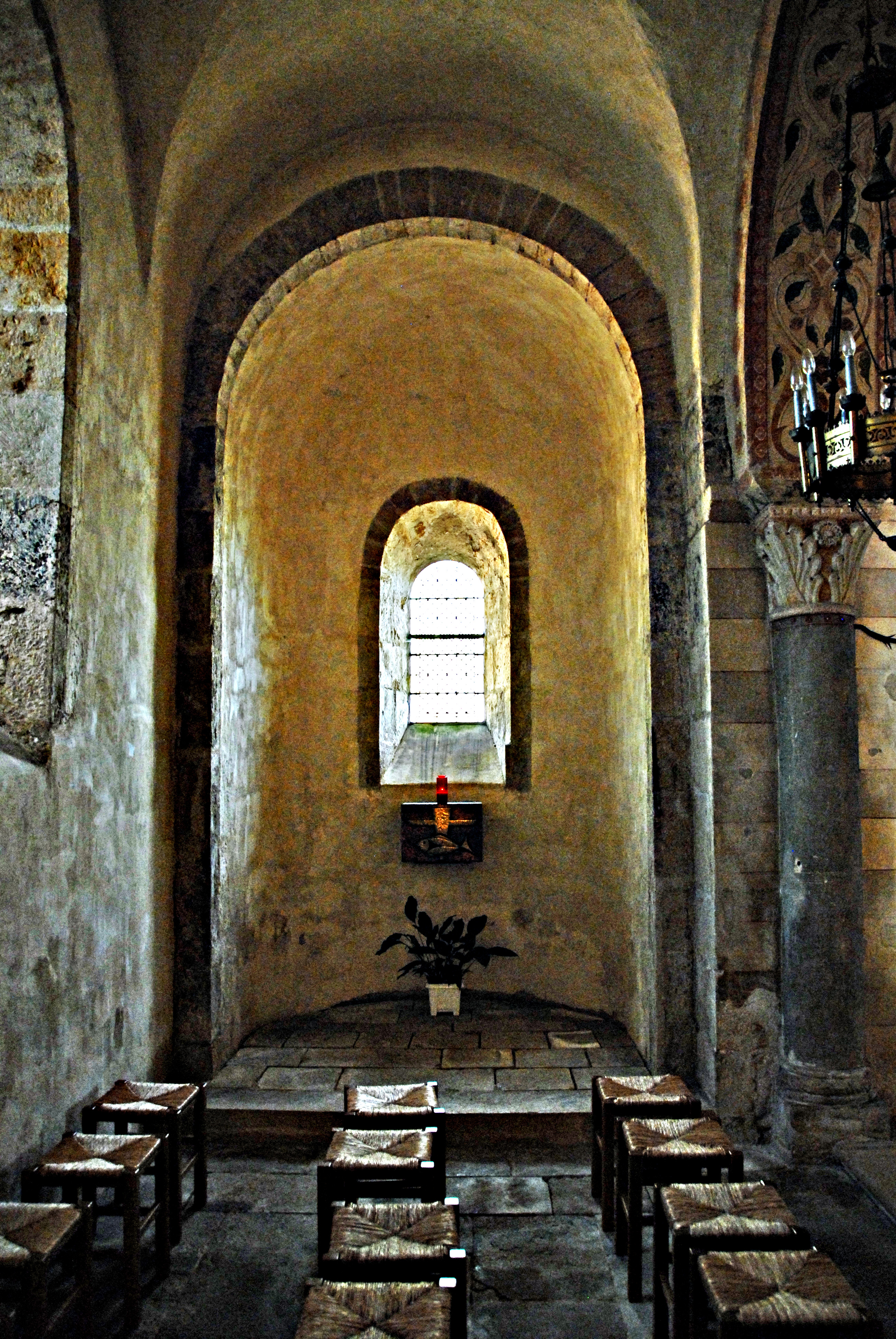
Nordwestliche Querhauskapelle

Die Vierungspfeilerkerne weisen kreuzförmige Querschnitte auf. Die Vierungsarkaden sind so groß und so ausgestattet wie die weiter oben beschriebene Arkade zum Mittelschiff. Die Dienste der Arkade zum Chor, der sogenannte Triumphbogen, reichen nicht bis zum Boden hinunter. Sie enden etwa in halber Höhe der übrigen Dienste mit profilierten halbrunden Konsolen.
Der Scheitel der achteckigen Vierungskuppel auf Trompen liegt geringfügig höher als die Scheitelhöhe der Mittelschiffgewölbe. Die Trompen befinden sich knapp über der Höhe der Bogenscheitel der Vierungsarkaden. Auf die sonst übliche Öffnung im Kuppelzentrum, zum Vertikaltransport von Glocken, hat man hier verzichtet, oder sie wurde nachträglich verschlossen. In der nordöstlichen Vierungswand ist in Kuppelhöhe ein kleines rundbogiges Fenster ausgespart, das nur wenig Licht in die Vierungskuppel eindringen lässt.

#### Chorhaupt

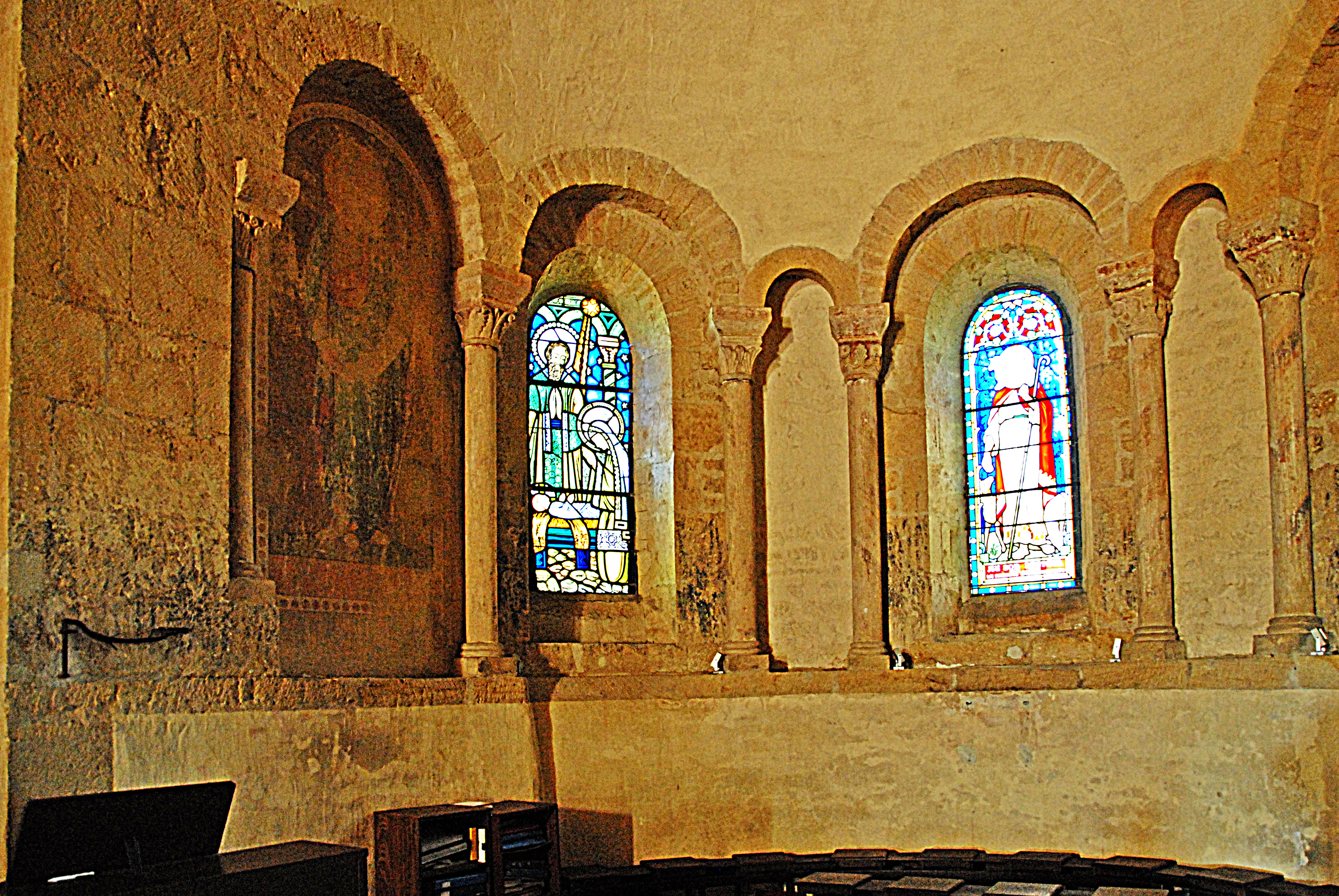
Chorapsis, linke Seite

Das ursprüngliche Chorhaupt aus einem Staffelchor mit einem zentralen Chor aus Joch und Apsis, der von zwei im Grundriss und in der Höhe gestaffelten Querhauskapellen flankiert wurde, hat man in der Neuzeit auf der Südostseite erheblich gestört, und zwar durch die Entfernung der ursprünglichen Kapellenapsis, die durch den Anbau einer Sakristei ersetzt worden ist. Das Chorjoch besteht aus einem „Mittelschiff“ mit zwei „Seitenschiffen“, die wie das Langhaus eingewölbt sind, allerdings deutlich tiefer angeordnet. Letzteres gilt auch für die seitlichen Arkadenöffnungen in den Scheidewänden, die das „Mittelschiff“ mit den „Seitenschiffen“ verbindet.

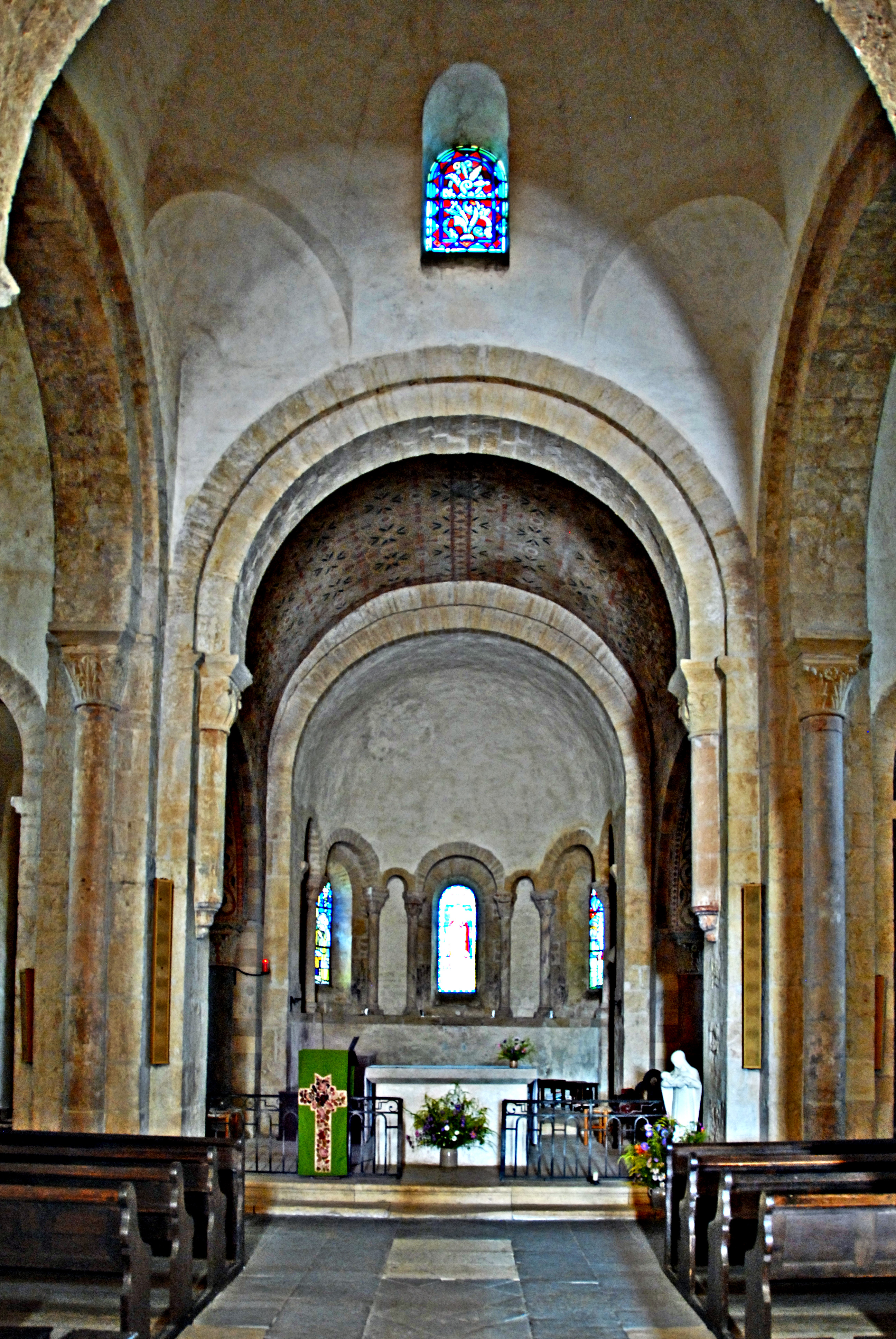
Vierung und Chor

Die Chorapsis steht auf einem Grundriss aus einem schmalen Rechteck, an das ein Halbkreis anschließt. Dementsprechend wird sie von einem schmalen Tonnengewölbe überdeckt, an das eine halbe Kuppelkalotte anschließt. Die Apsis wird umschlossen von einer Blendarkatur auf einem zirka einen Meter hohen umlaufenden Wandsockel. Fünf untereinander gleich große Arkaden bestehen aus Keilsteinbögen die jeweils paarweise auf glatten Säulchen aufstehen. Diese sind mit pflanzlich skulptierten Kapitellen, profilierten Kämpfern und Basen auf kantigen Plinthen ausgestattet. Die zentrale Arkade wird von den beiden nächsten, sehr schlanken Arkaden getrennt, deren kleine Bögen auf den Kämpfern der größeren Arkaden stehen. In der zentralen Arkade und in den beiden übernächsten sind kleine rundbogige Fensteröffnungen ausgespart, deren Laibungen nach innen leicht aufgeweitet sind. In der südöstlichen Arkade hat man eine rechteckige Türöffnung zur Sakristei untergebracht. Die beiden äußeren Arkaden sind mit Resten von Fresken ausgemalt, welche die Apostel Petrus und Paulus darstellten.

### Kapitelle
Die meisten Kapitelle weisen pflanzliche Laubdekorationen auf. Im nordwestlichen Seitenschiff befindet sich allerdings ein Kapitell mit einem außergewöhnlichen Kreaturenpaar: ein Panflöte spielender Zyklop und ein rindsähnliches Geschöpf, das wahrscheinlich Harfe spielt (siehe Weblinks 1 und 2). Musizierende Ungeheuer und Dämonen sind häufig Themen in der romanischen Skulptur und sollten das Böse der nicht-sakralen Musik darstellen. Ungewöhnlich sind auch die figürlichen Skulpturen auf den Basen der Dienste. Sie sind im Stil eher rustikal, wie auch weitere Kapitelle mit dem Kopf eines Kalbes, dem Kopf eines Dämons und einem zweiten Kalbskopf, der aus unerfindlichen Gründen umgekehrt dargestellt ist.

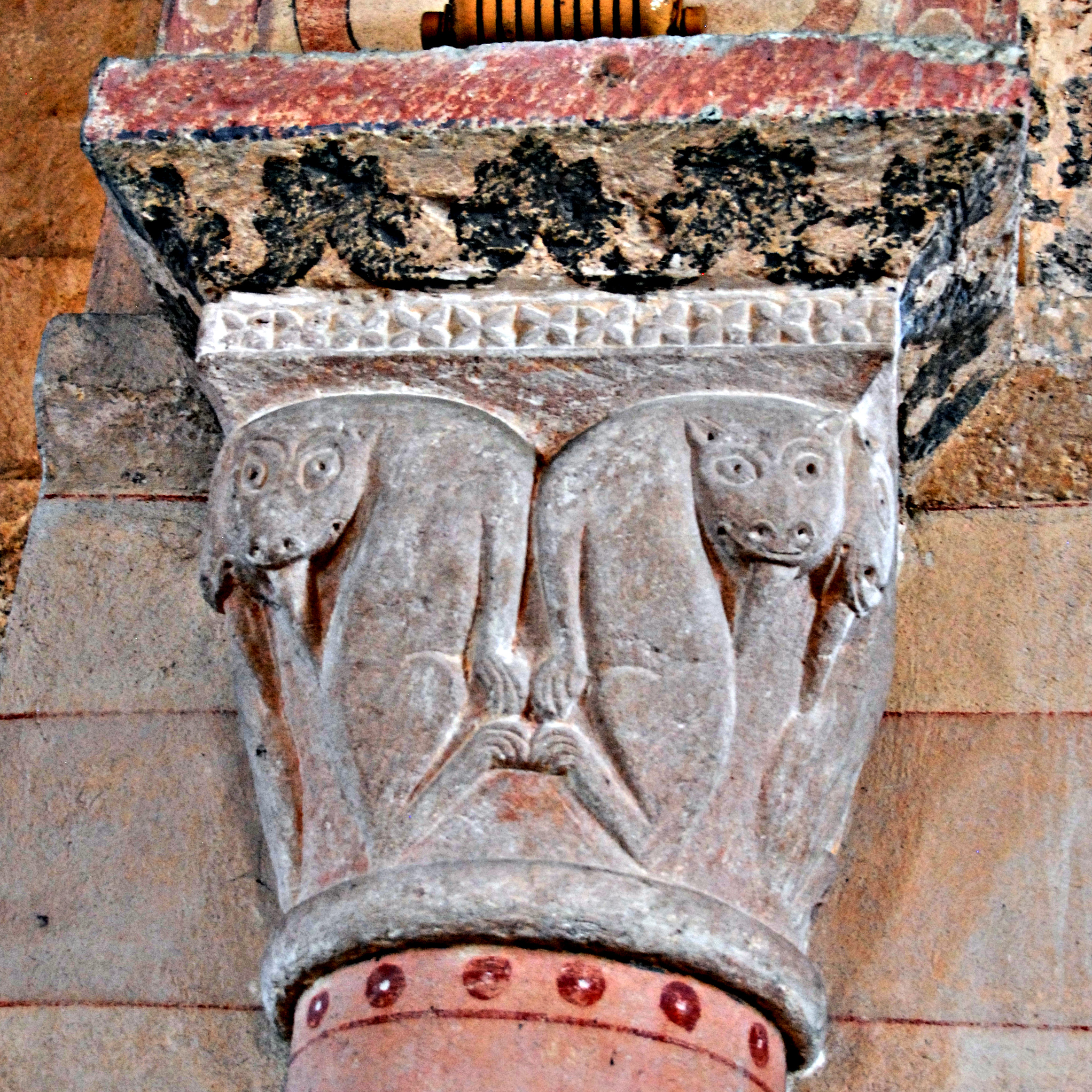
Kapitell mit Löwenskulptur
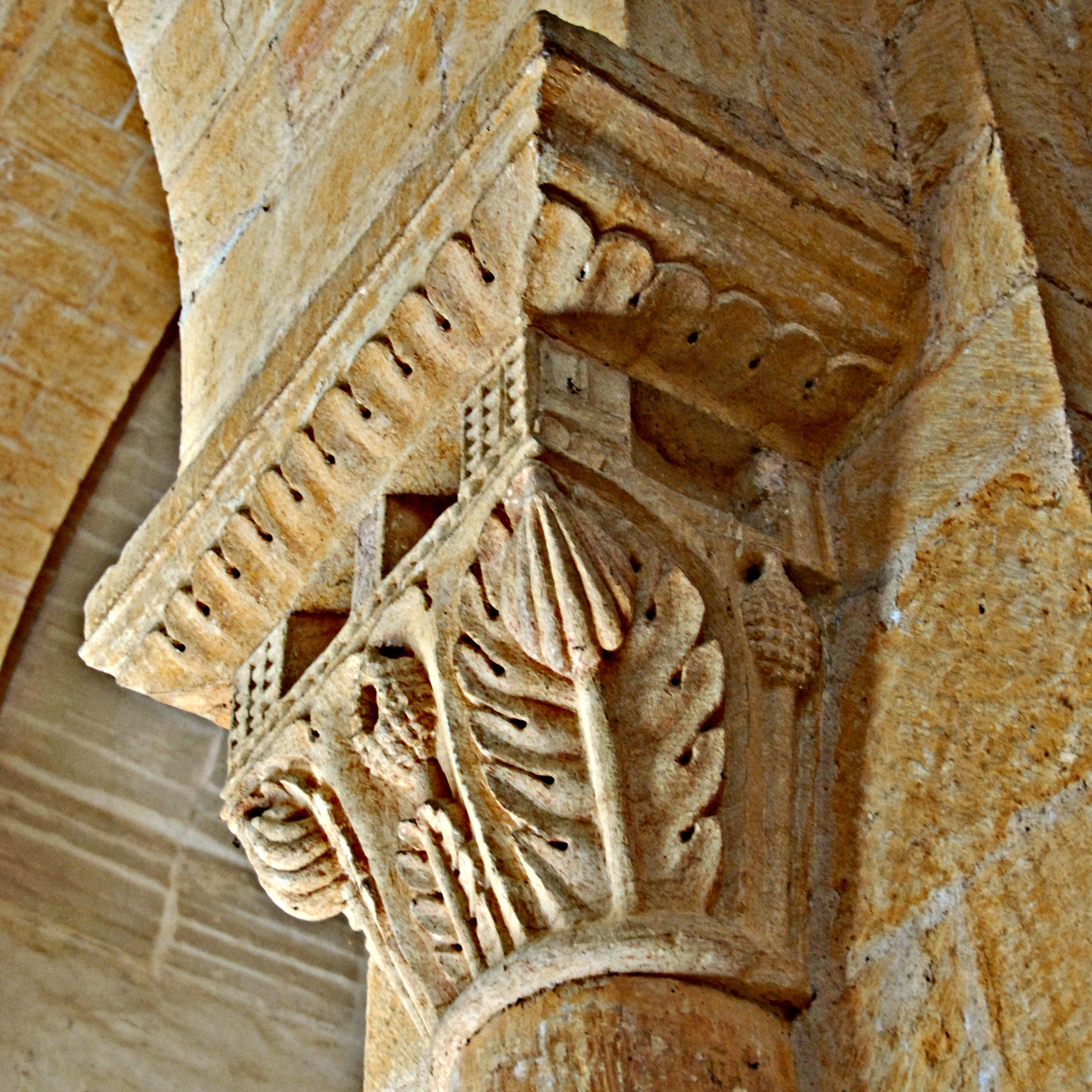
Kapitell, Blattstruktur
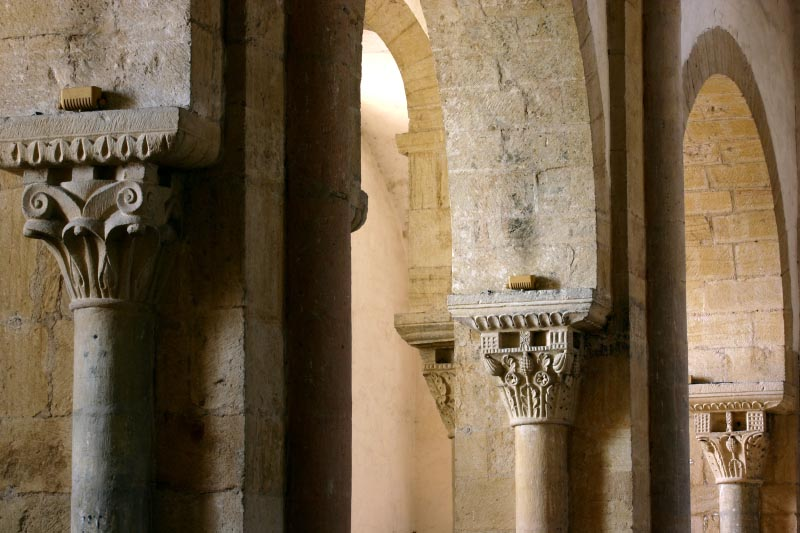
Kapitelle der Scheidewandarkade